# Museo de Escultura al Aire Libre de Alcalá de Henares
El Museo de Escultura al Aire Libre de Alcalá de Henares (MUSEAL) es una exposición permanente y pública de arte contemporáneo en Alcalá de Henares (Madrid - España), inaugurado en 1993 y organizado por el escultor José Noja.

## Historia
El museo se inició en 1991 por el escultor José Noja, inaugurándose en el 24 de agosto de 1993. La colección consta de 58 esculturas, tanto de arte figurativo como abstracto. Obras modernas y contemporáneas de artistas españoles principalmente, y también americanos y europeos. Las esculturas se disponen en dos tramos urbanos: a lo largo de la Vía Complutense y bordeando las antiguas murallas de la ciudad. Esto lo convierte en el más largo de su categoría de toda Europa, con más de dos kilómetros de extensión. Cuenta con interesantes estatuas de importantes artistas como Amadeo Gabino, José Lamiel, Pablo Serrano o Úrculo, entre otros.

En 2025 se inició un proceso de renovación, con la reubicación de numerosas de las esculturas en el interior del casco histórico de la ciudad.

## Escultores
La colección incluye obras de los siguientes escultores:
- Agar Blasco
- Alberto Guzmán
- Amadeo Gabino
- Aurelio Teno
- Beatiz Kohn
- Berrutti
- Camín
- Carlos Evangelista
- Carlos García Muela
- Carlos Prada
- Carmen Castillo
- Carmen Perujo
- Cristóbal
- Elena Laverón
- Encarnación Hernández
- Enrique Ramos Guerra
- Ernesto Knörr
- Faustino Aizkorbe
- Feliciano Hernández
- Fernando Suárez
- Ferreiro Badía
- Francisco Barón
- Gaudi Esté
- Gil Arévalo
- Isidro Blasco
- Javier Sauras
- Jesús Molina
- Joan Llacer
- Jorge Seguí
- Jorge Varas
- José Lamiel
- José Luis Pequeño
- José Luis Sánchez
- José Manuel Alberdi
- José Noja
- Lilianne Katsuki
- Lorenzo Frechilla
- Luis Caruncho
- María Carretero
- María Teresa Torras
- Máximo Trueba
- Miguel Moreno
- Nassio
- Noud de Wolf
- Pablo Serrano
- Rafael Barrios
- Rafael Muyor
- Ramiro Arango
- Ricardo Beleña
- Sebastián
- Teresa Eguibar
- Torres Guardia
- Úrculo
- Venancio Blanco
- Vicente Ortí
- Xabier Laka
- Xabier Santxotena
- Xuxo Vázquez

## Galería de esculturas

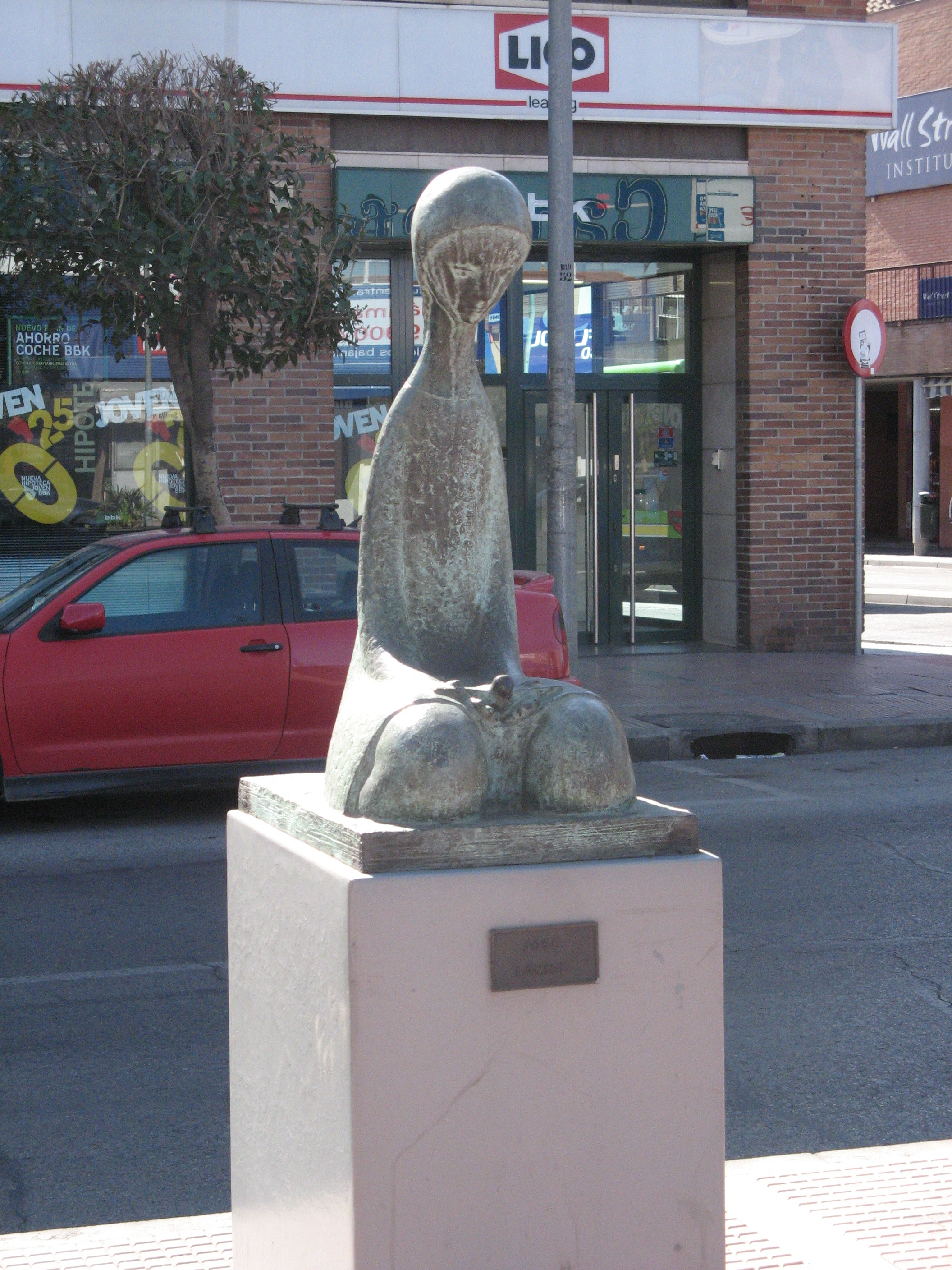
José Lamiel
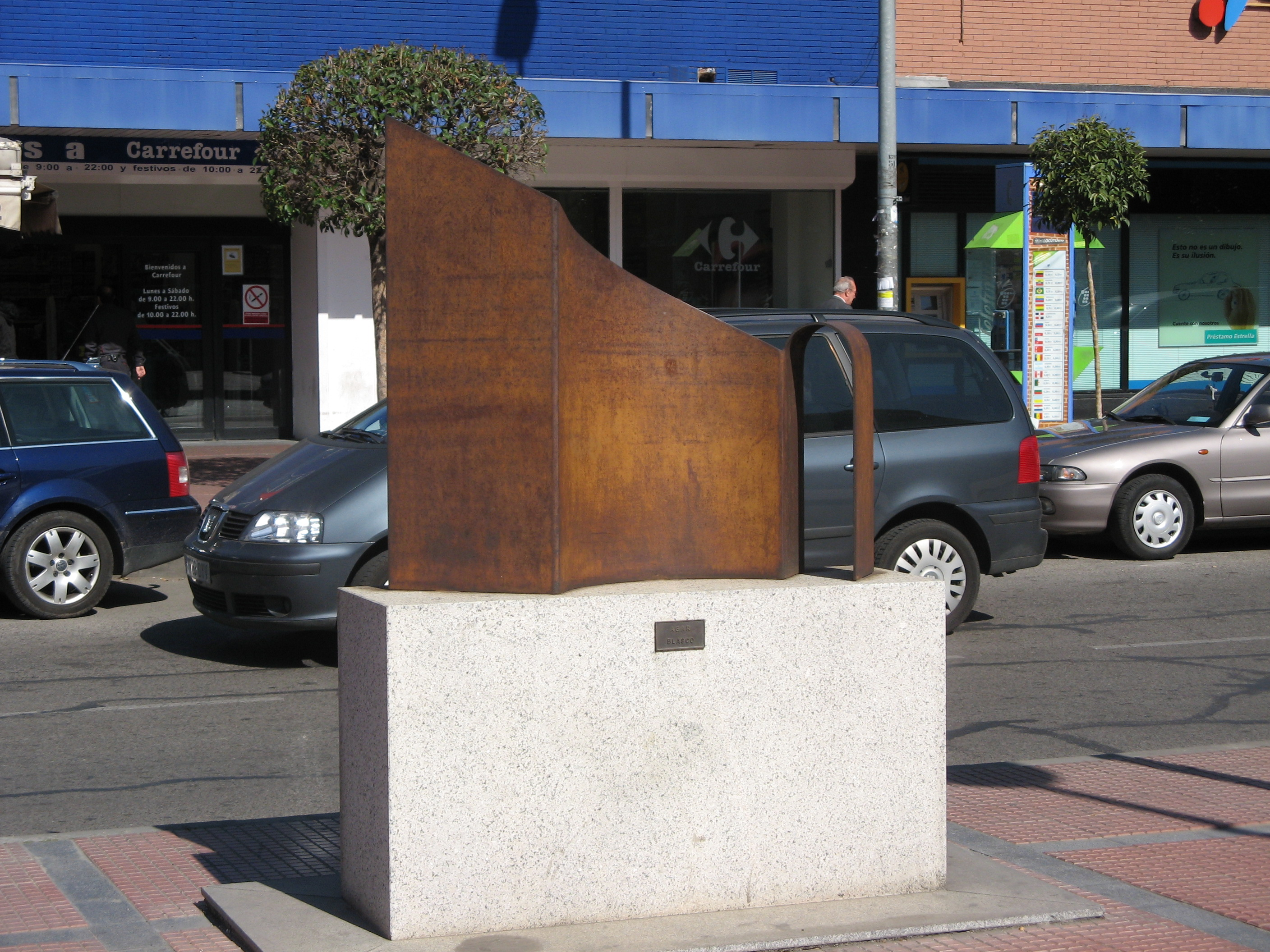
Agar Blasco
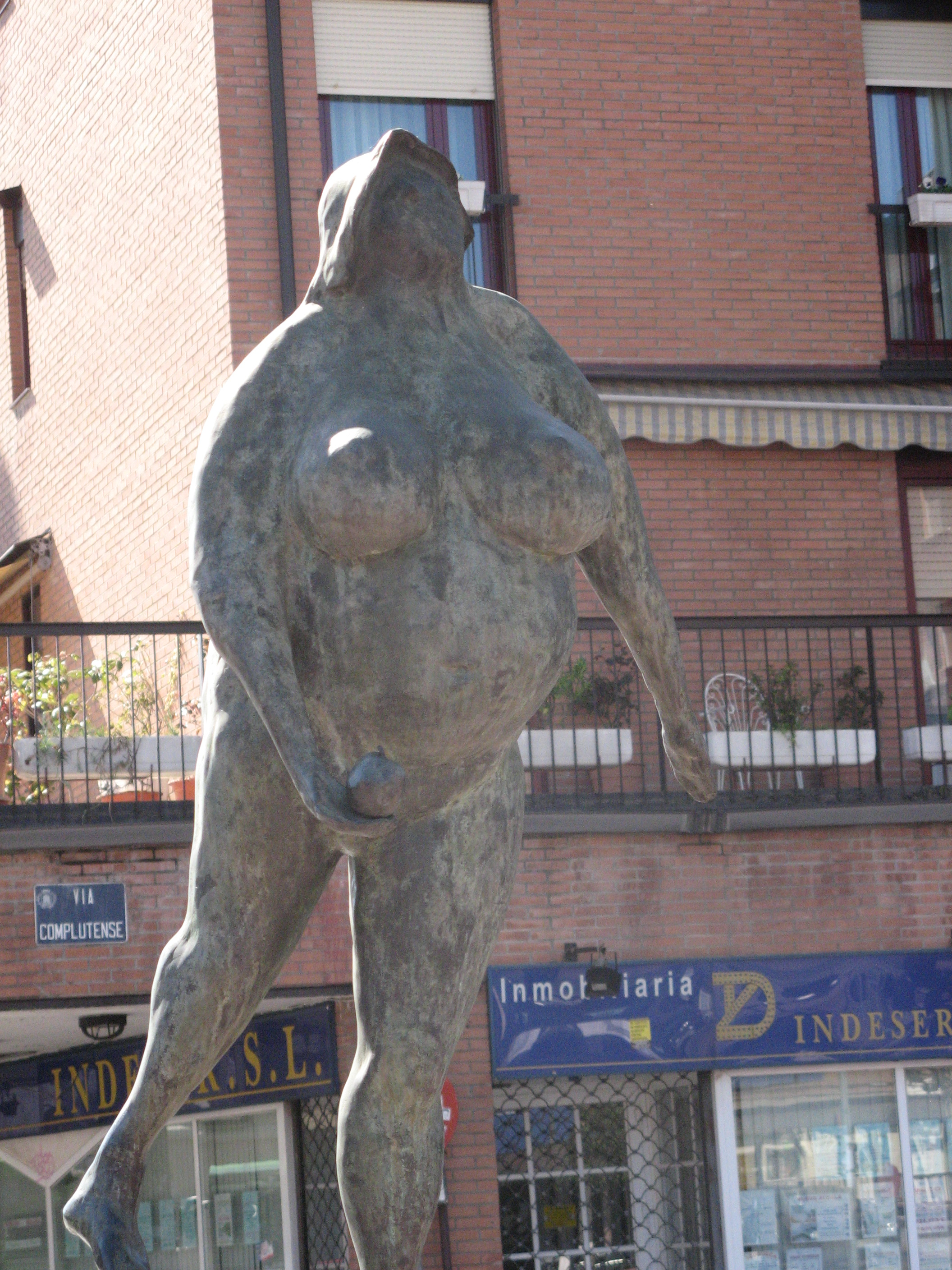
Fernando Suárez
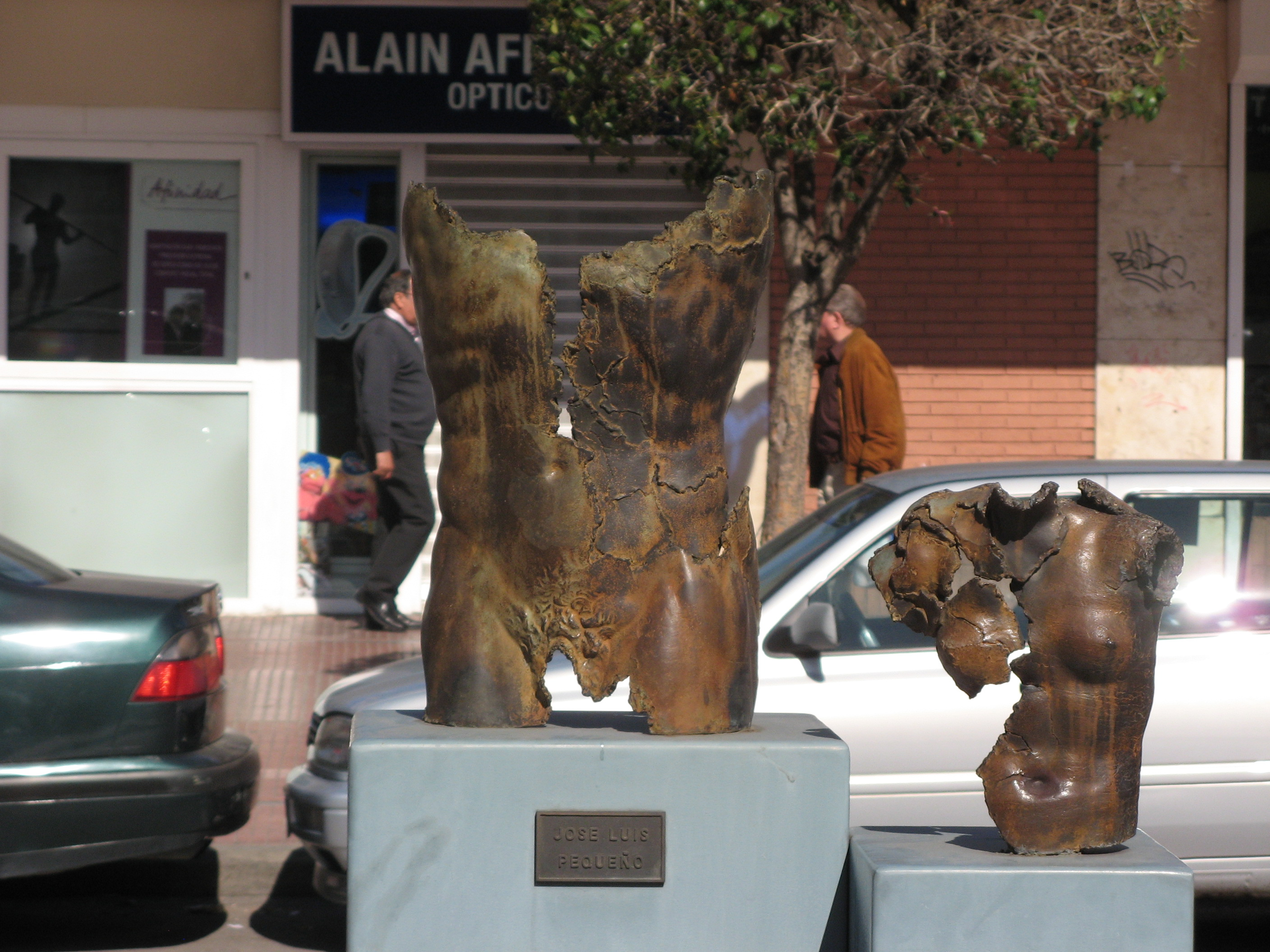
José Luis Pequeño
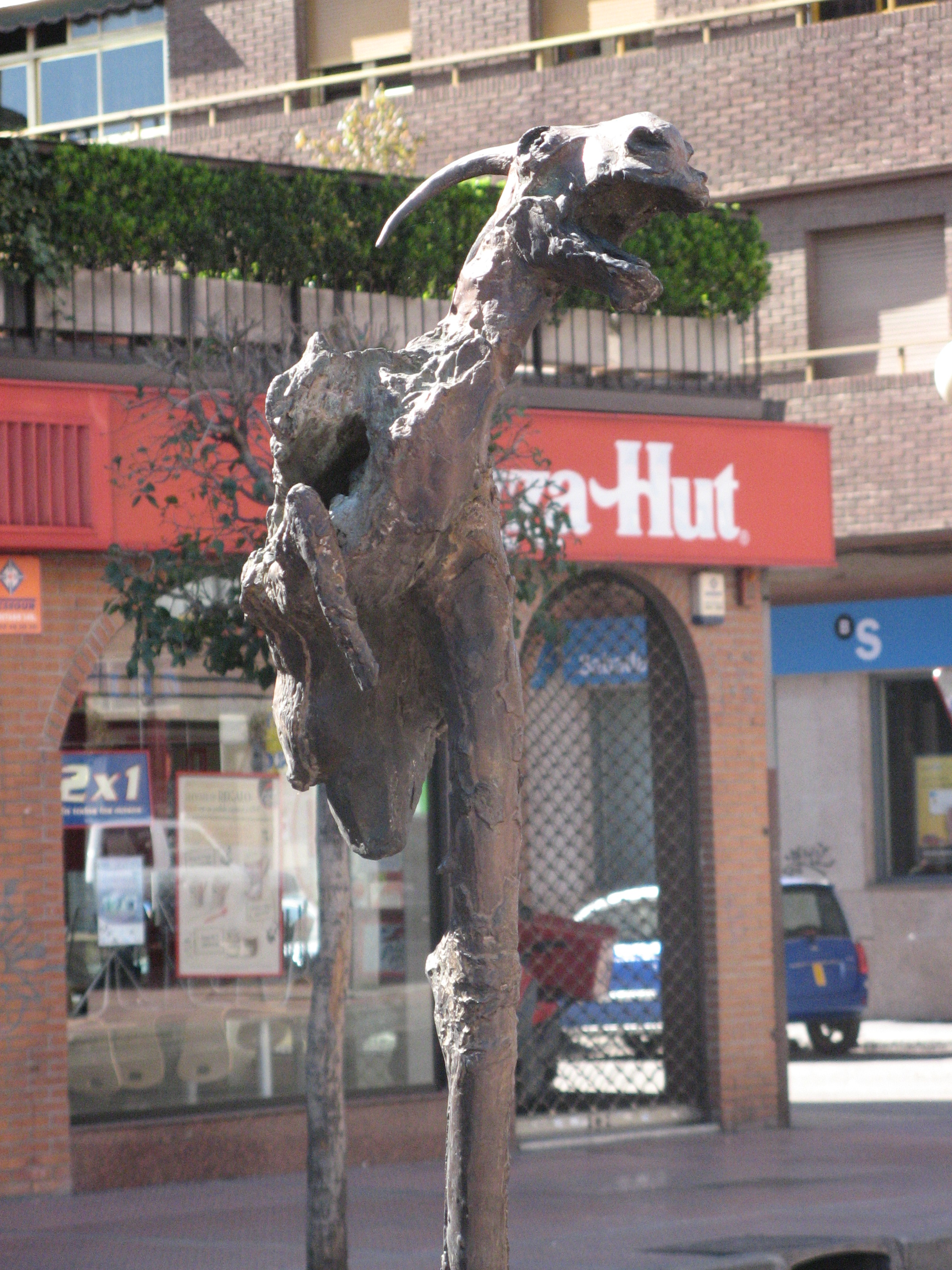
Aurelio Teno
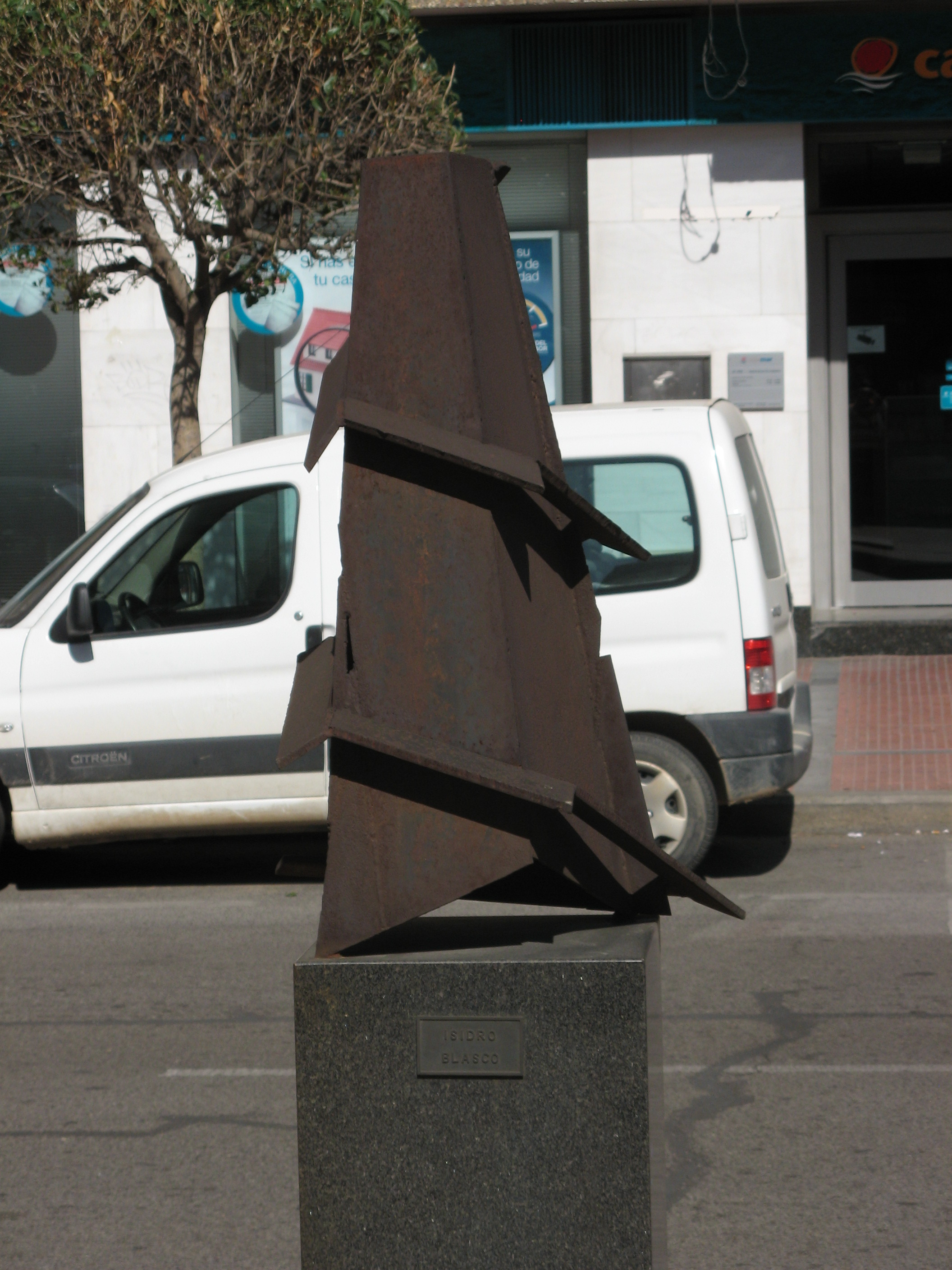
Isidro Blasco
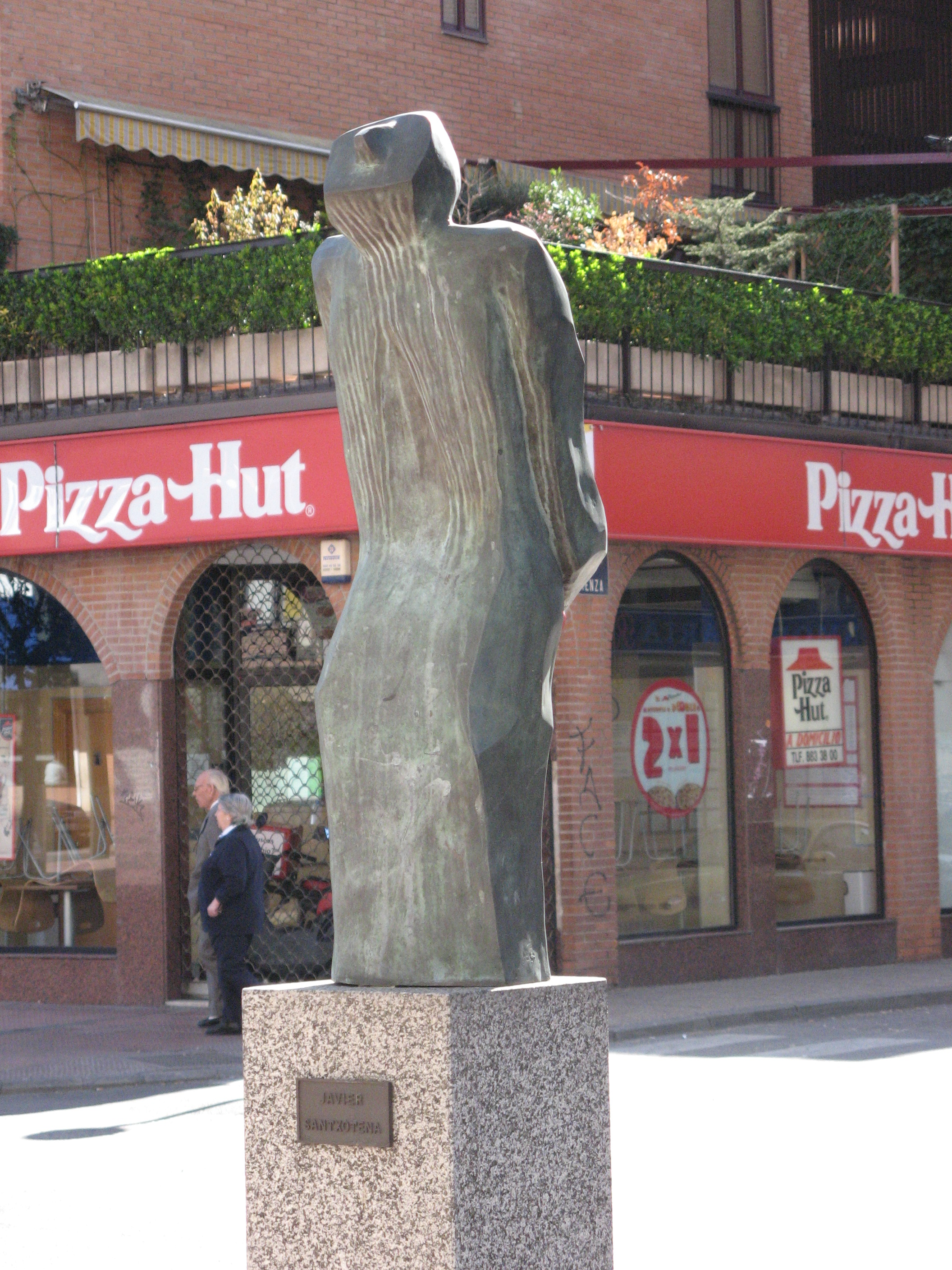
Xabier Santxotena
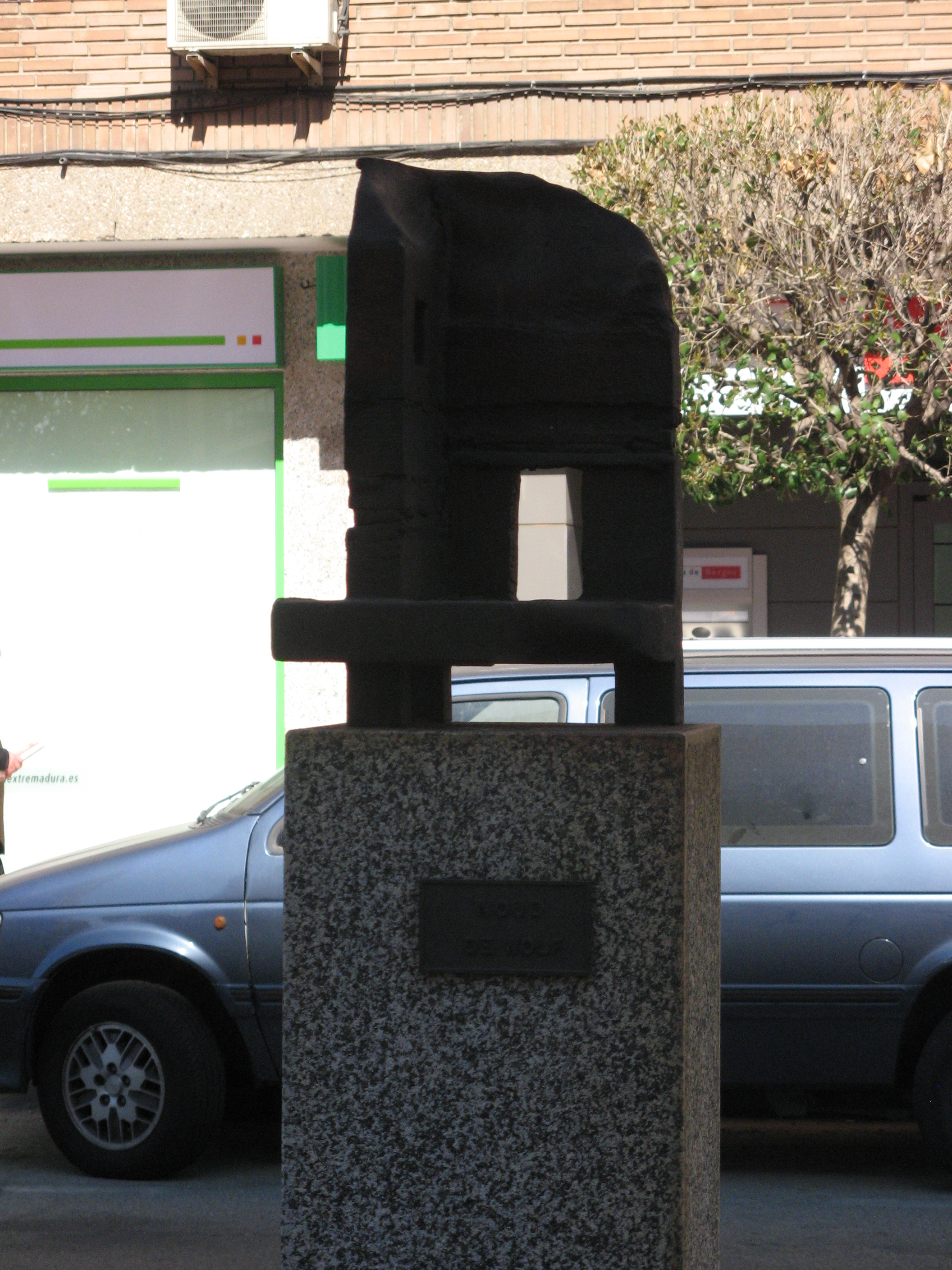
Noud de Wolf
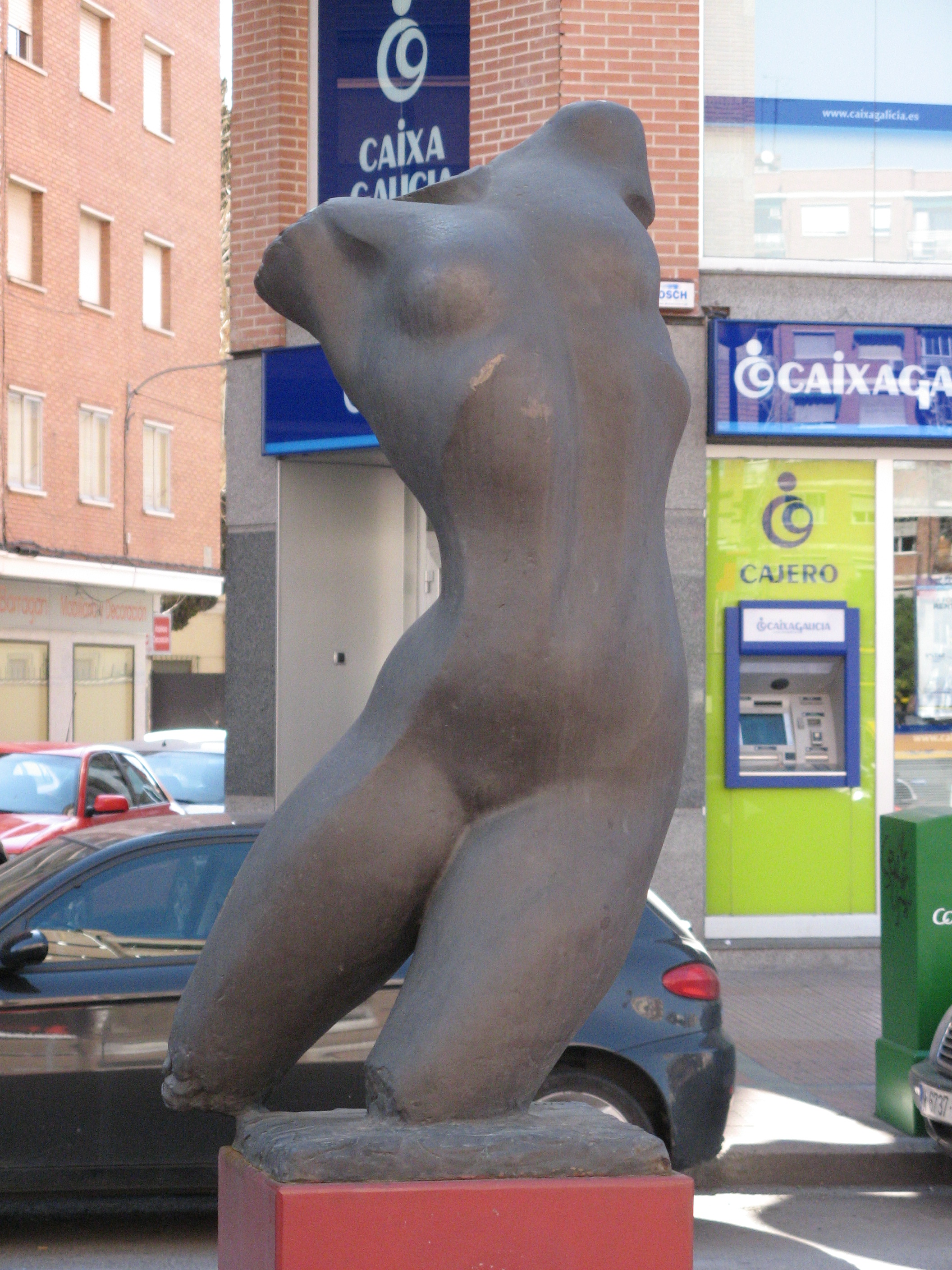
Miguel Moreno
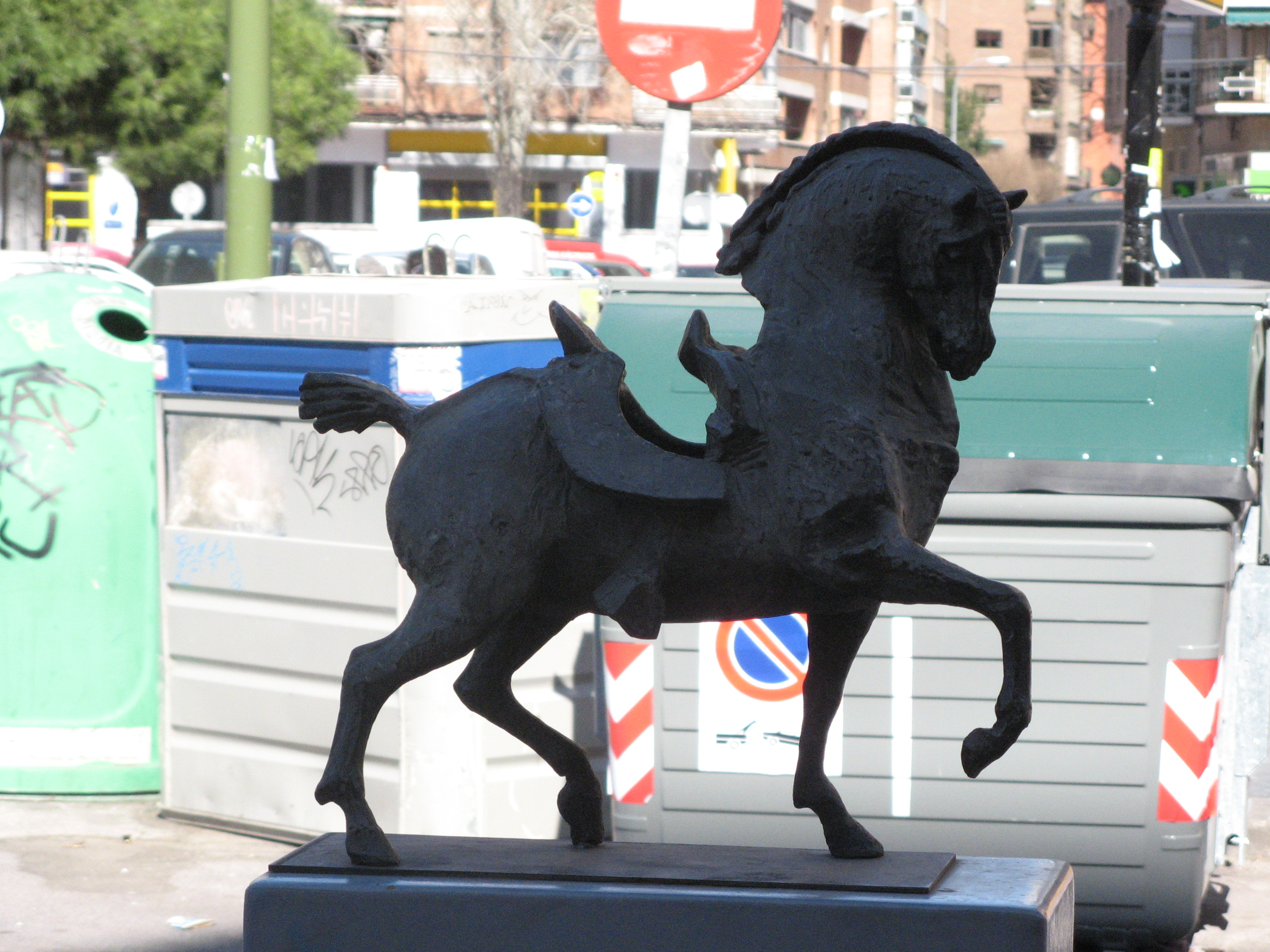
Venancio Blanco
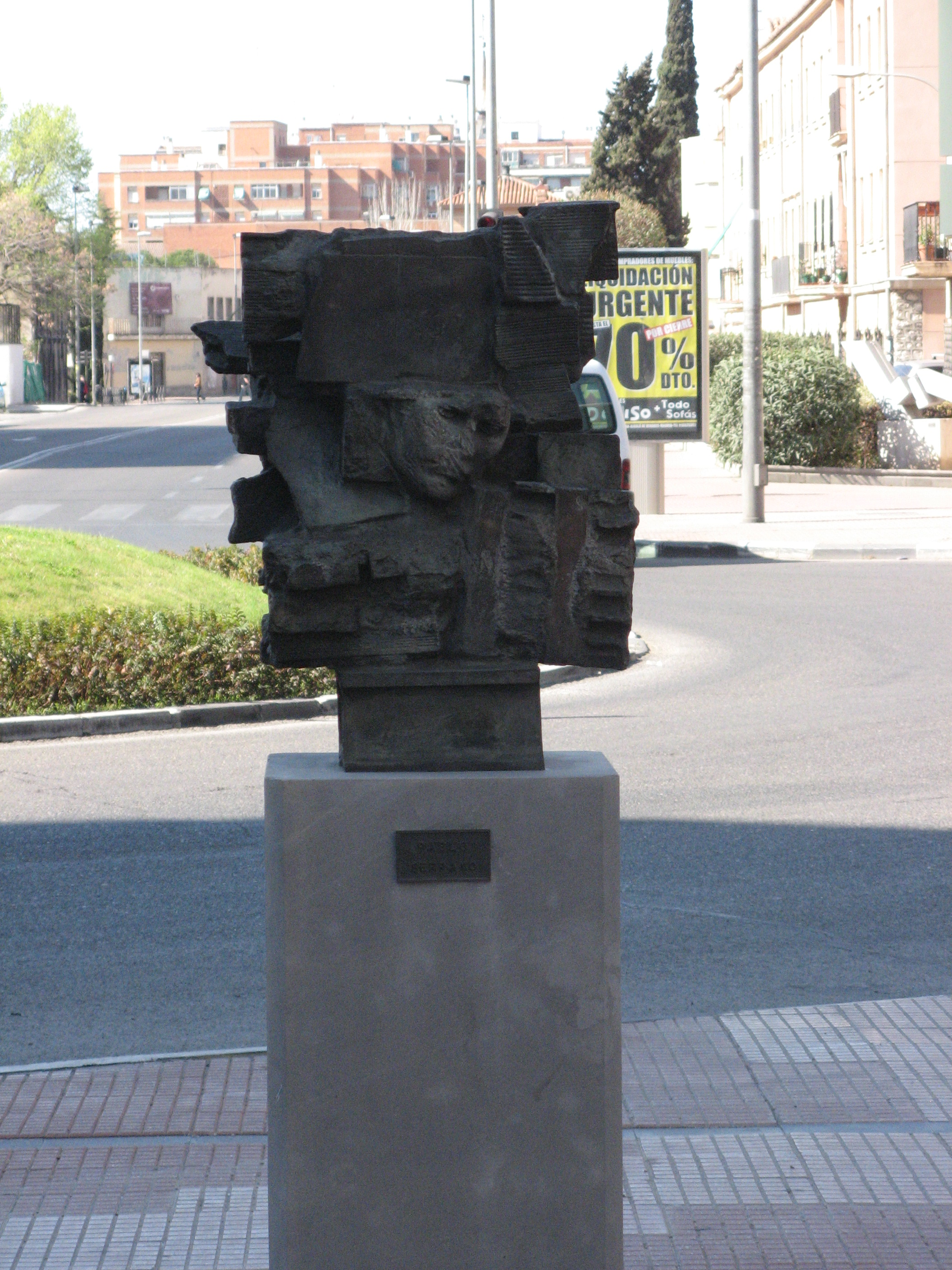
Pablo Serrano
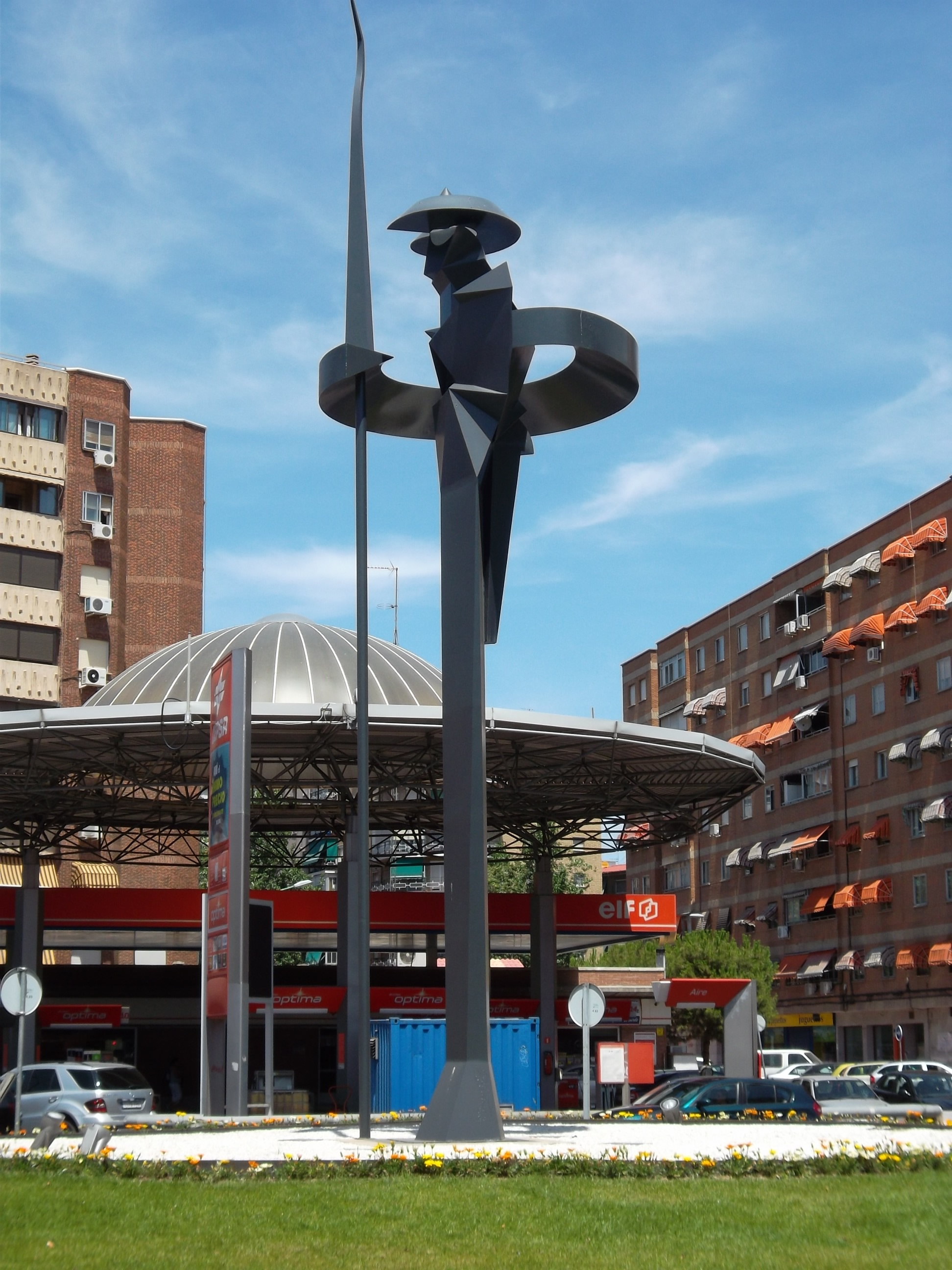
Sebastián. Quijote (2007)
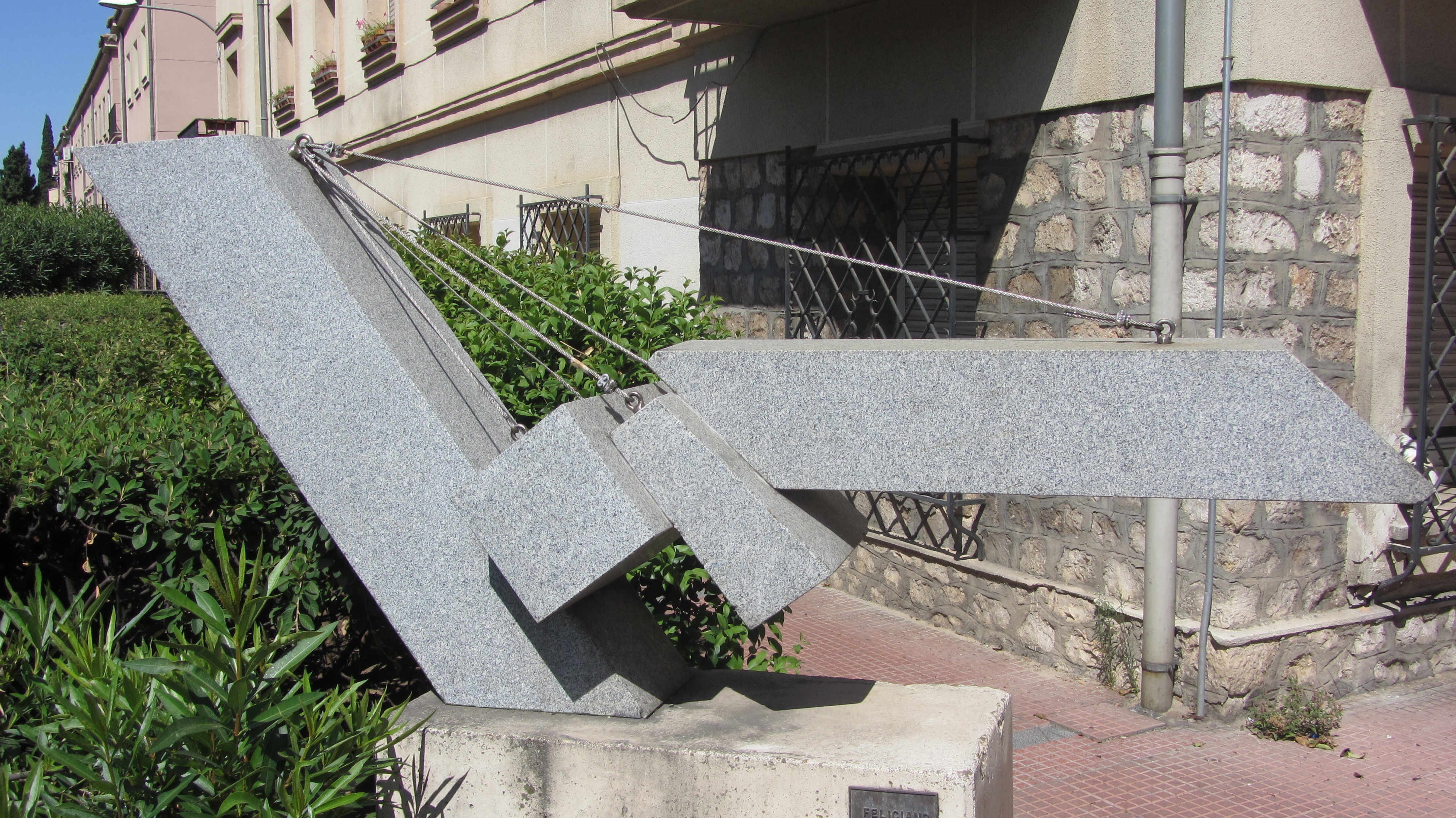
Feliciano
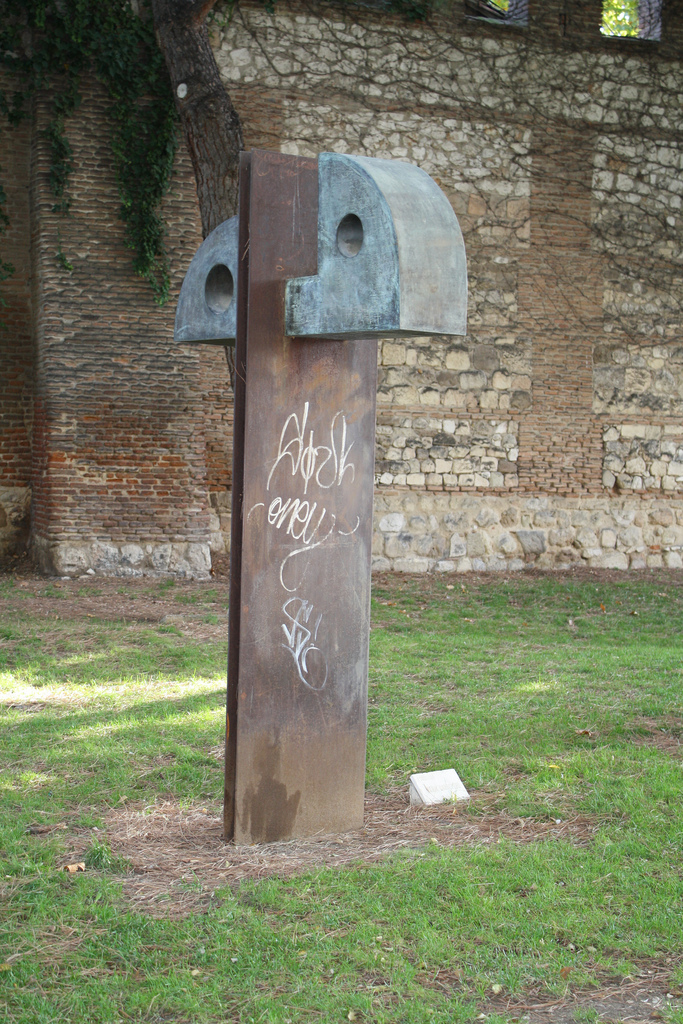
María Carretero. Pareja de Salvador (1993)
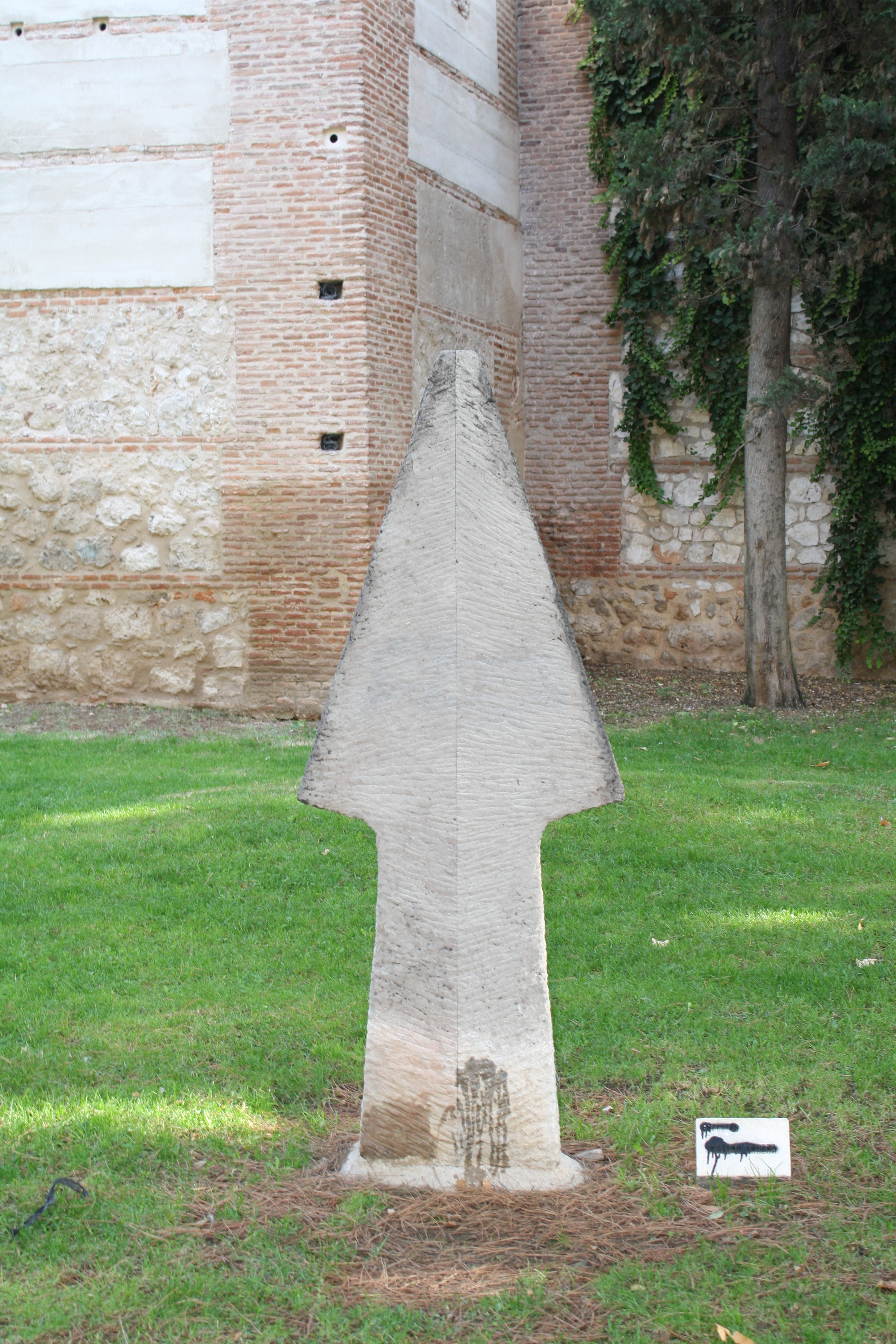
Máximo Trueba
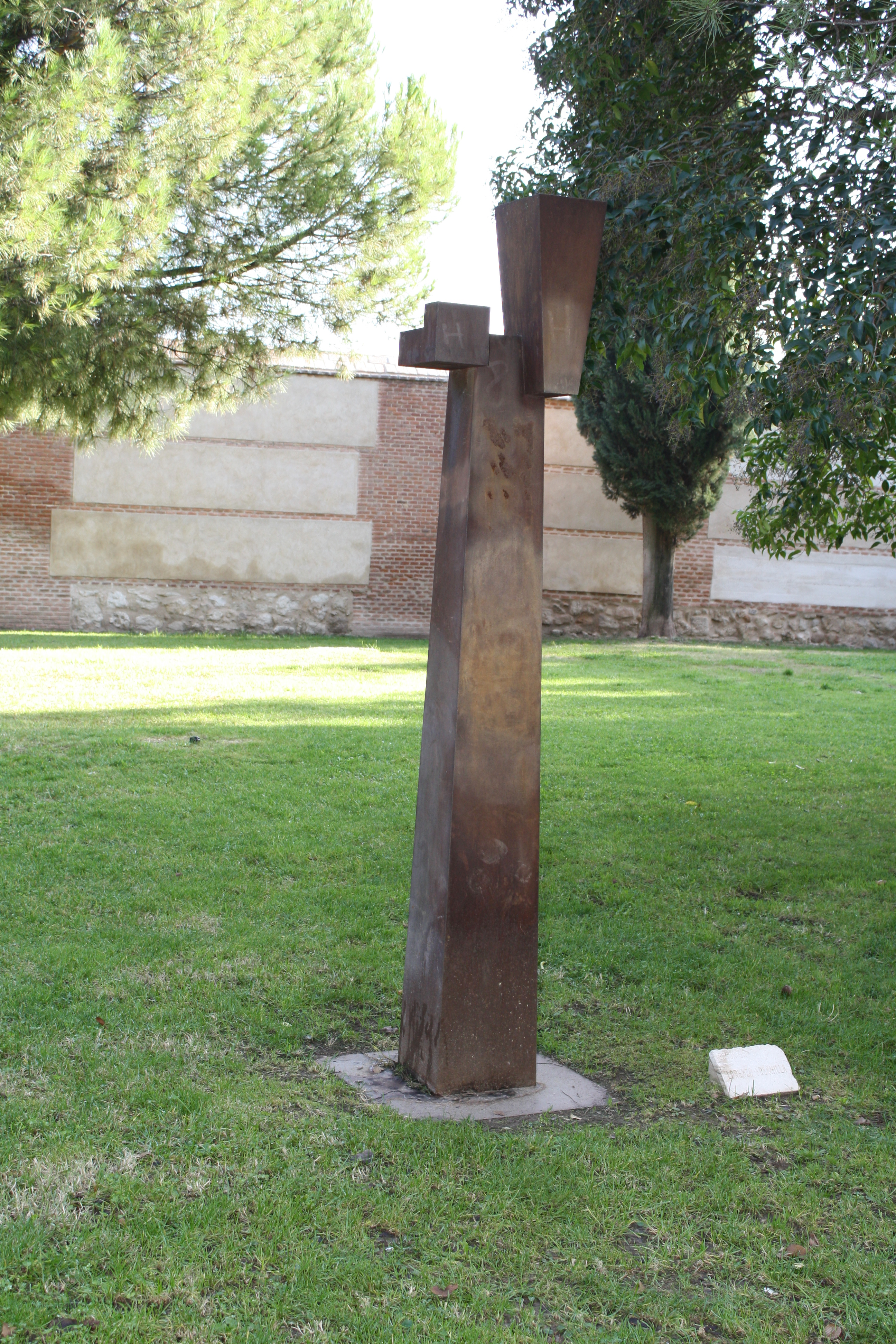
Lorenzo Frechilla
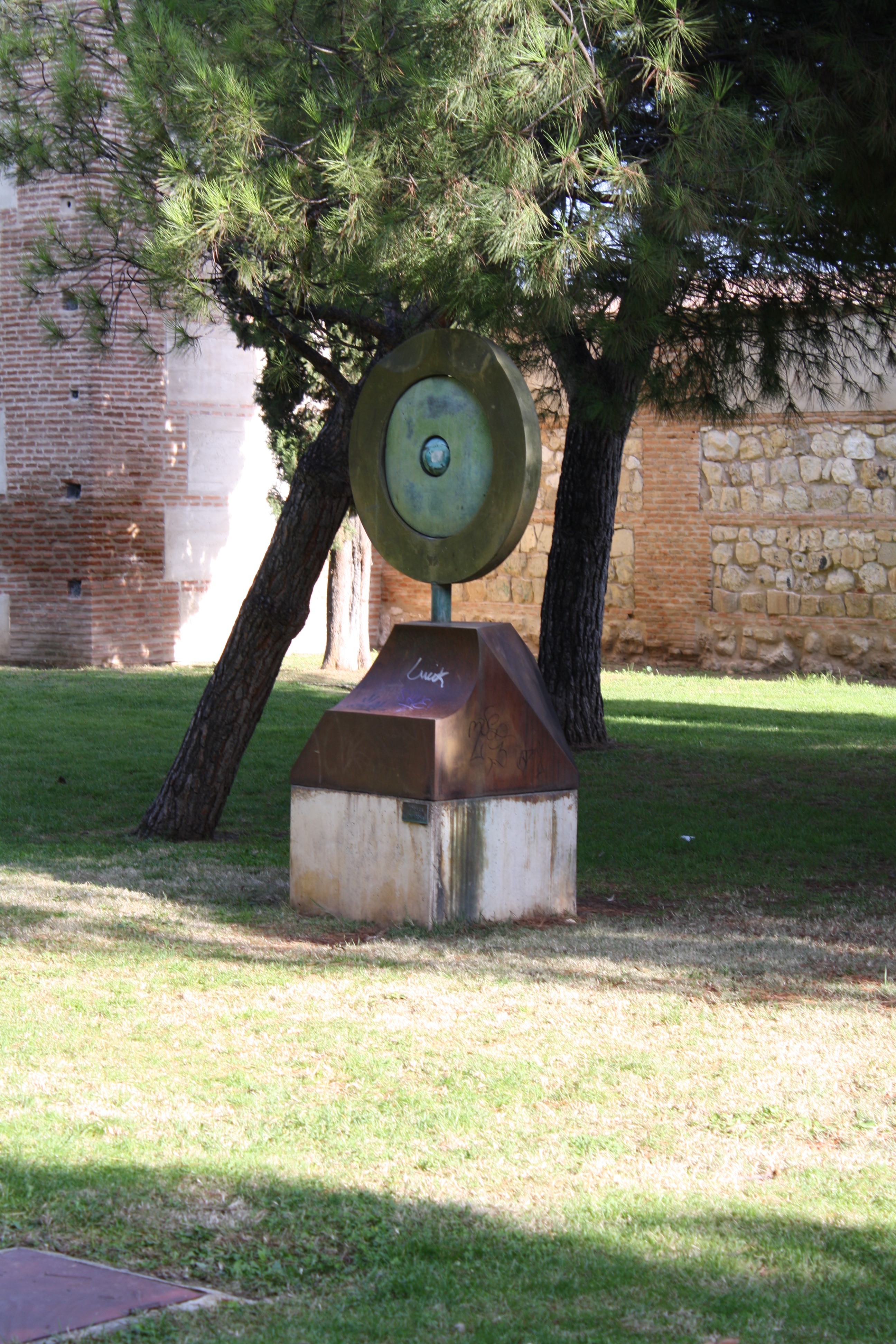
Torres Guardia
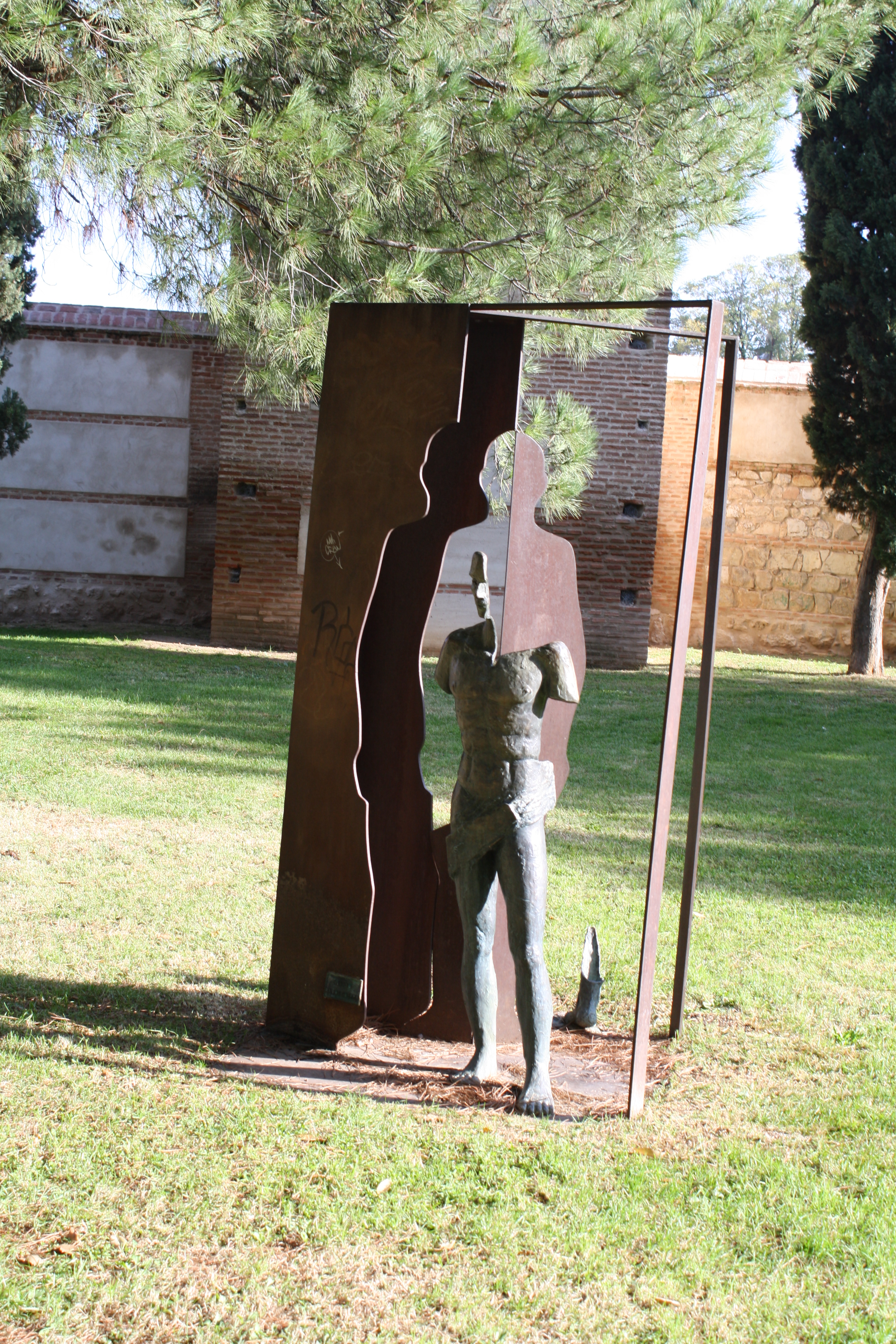
Enrique Ramos Guerra
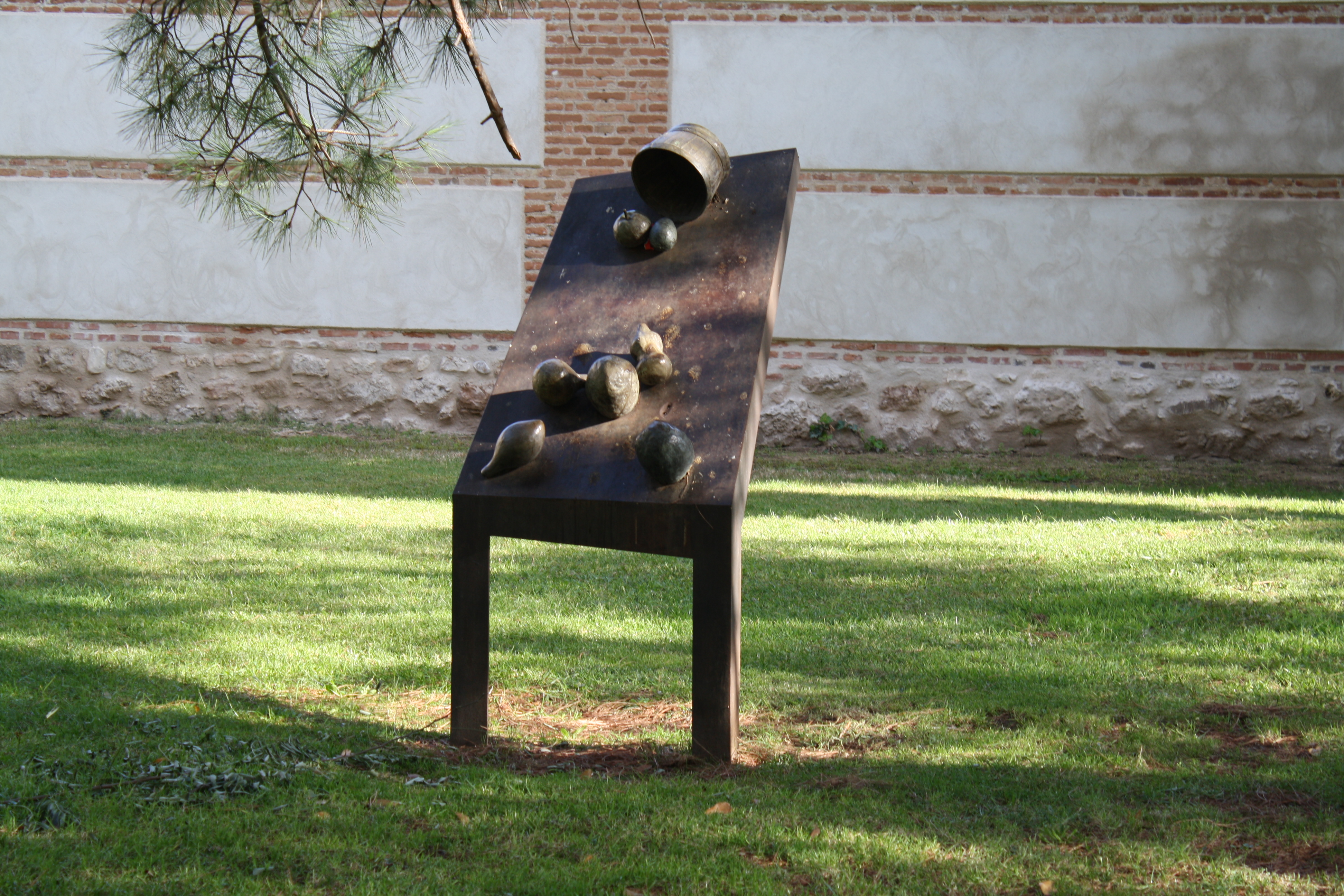
Ramiro Arango
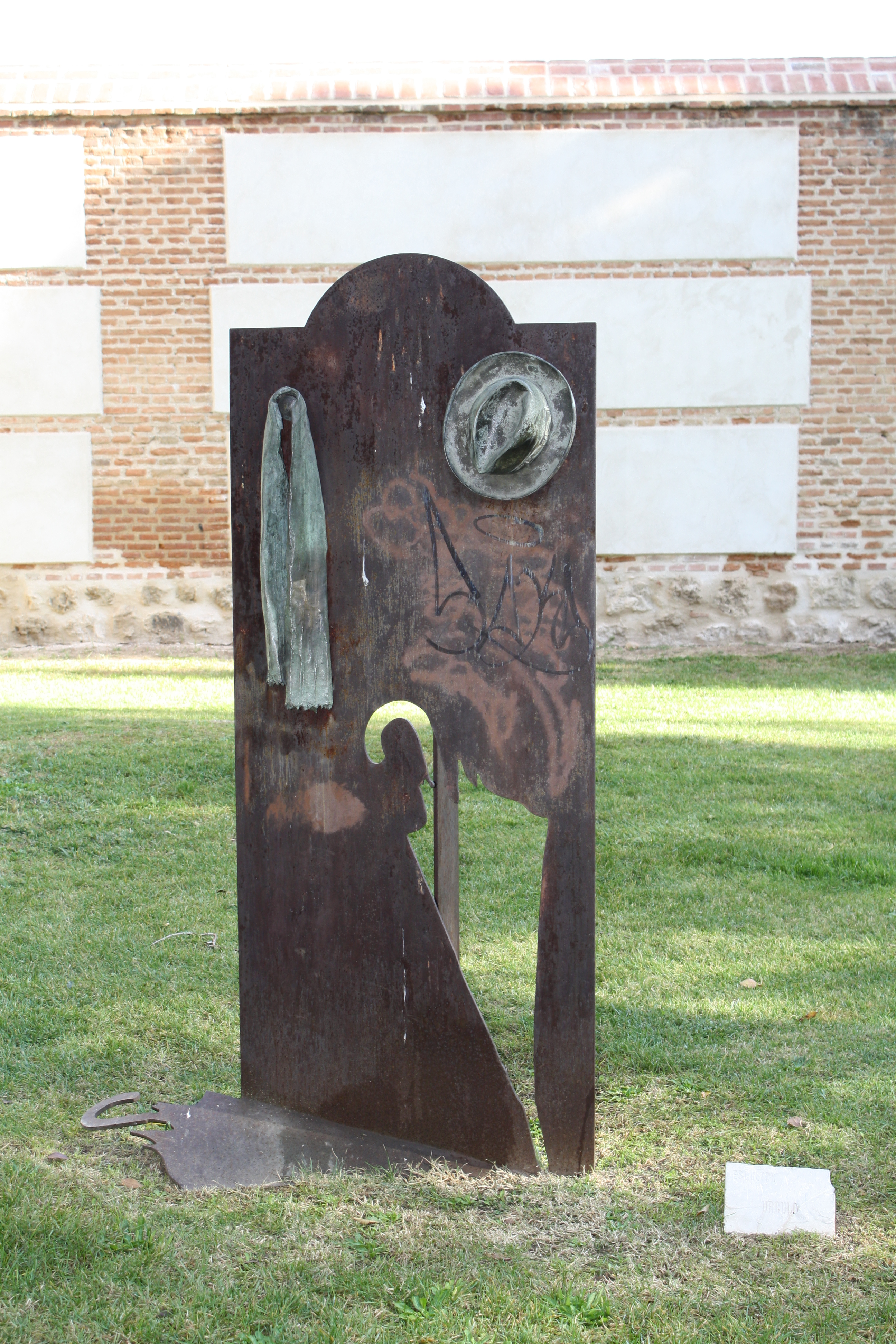
Úrculo
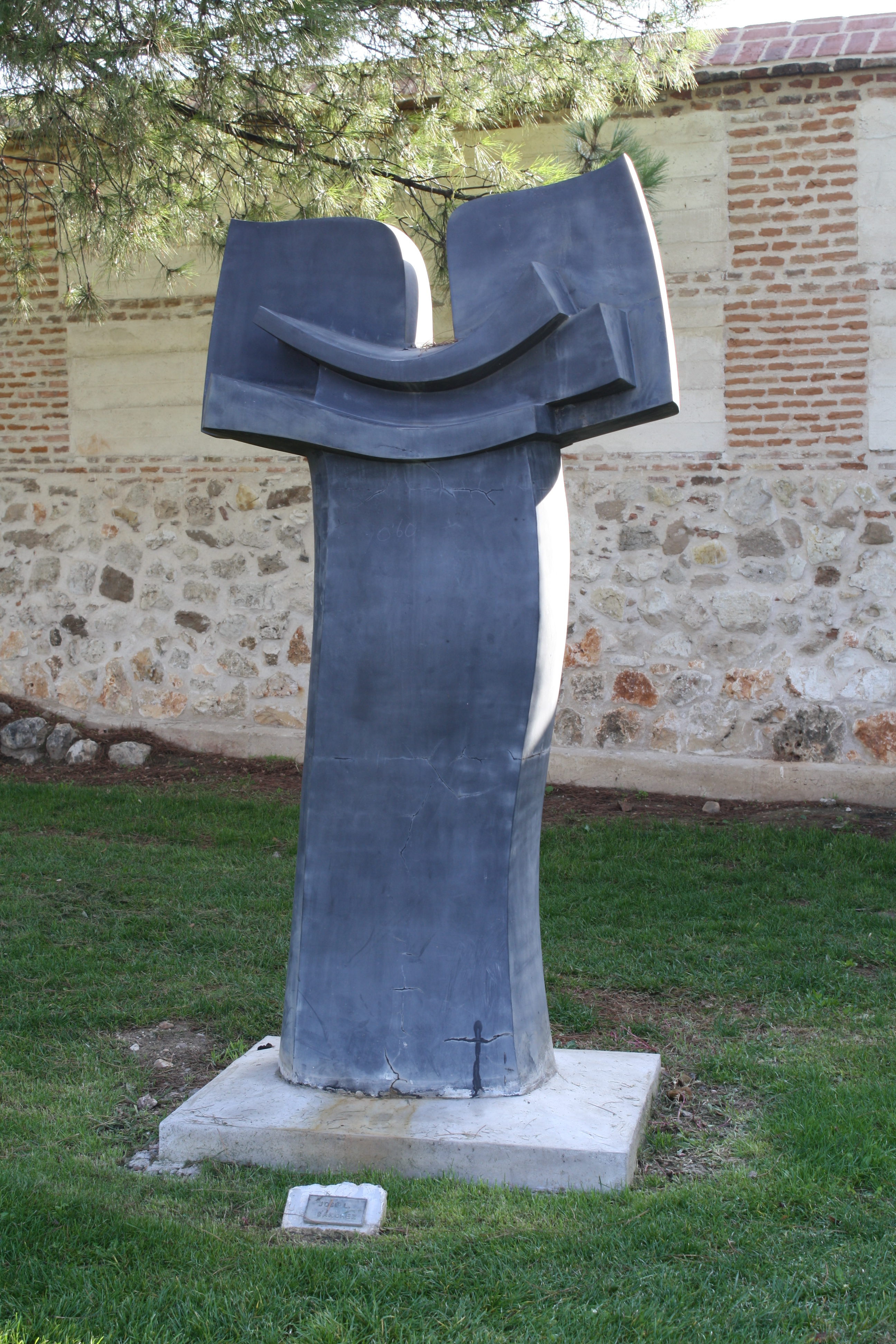
José Luis Sánchez
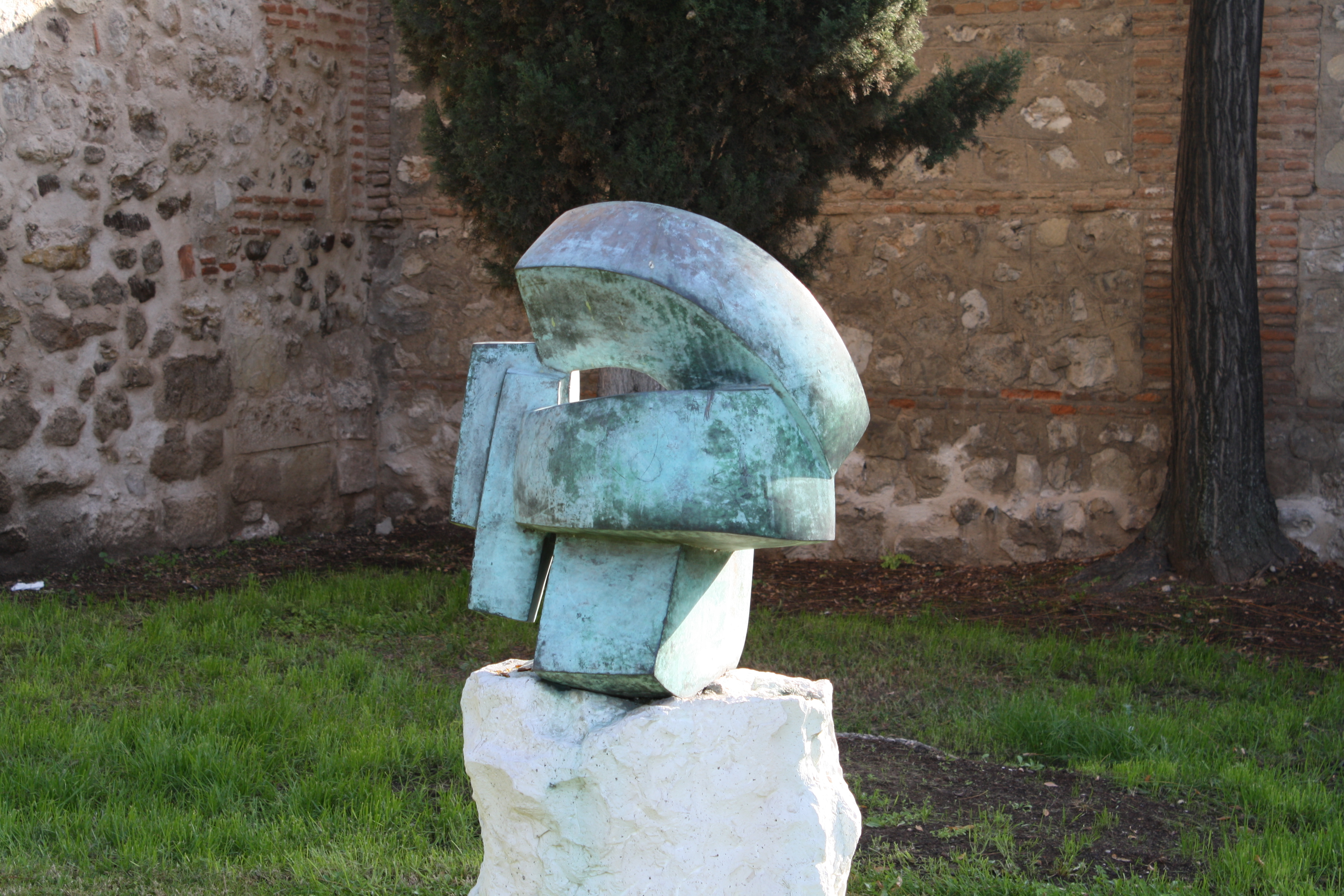
Francisco Barón
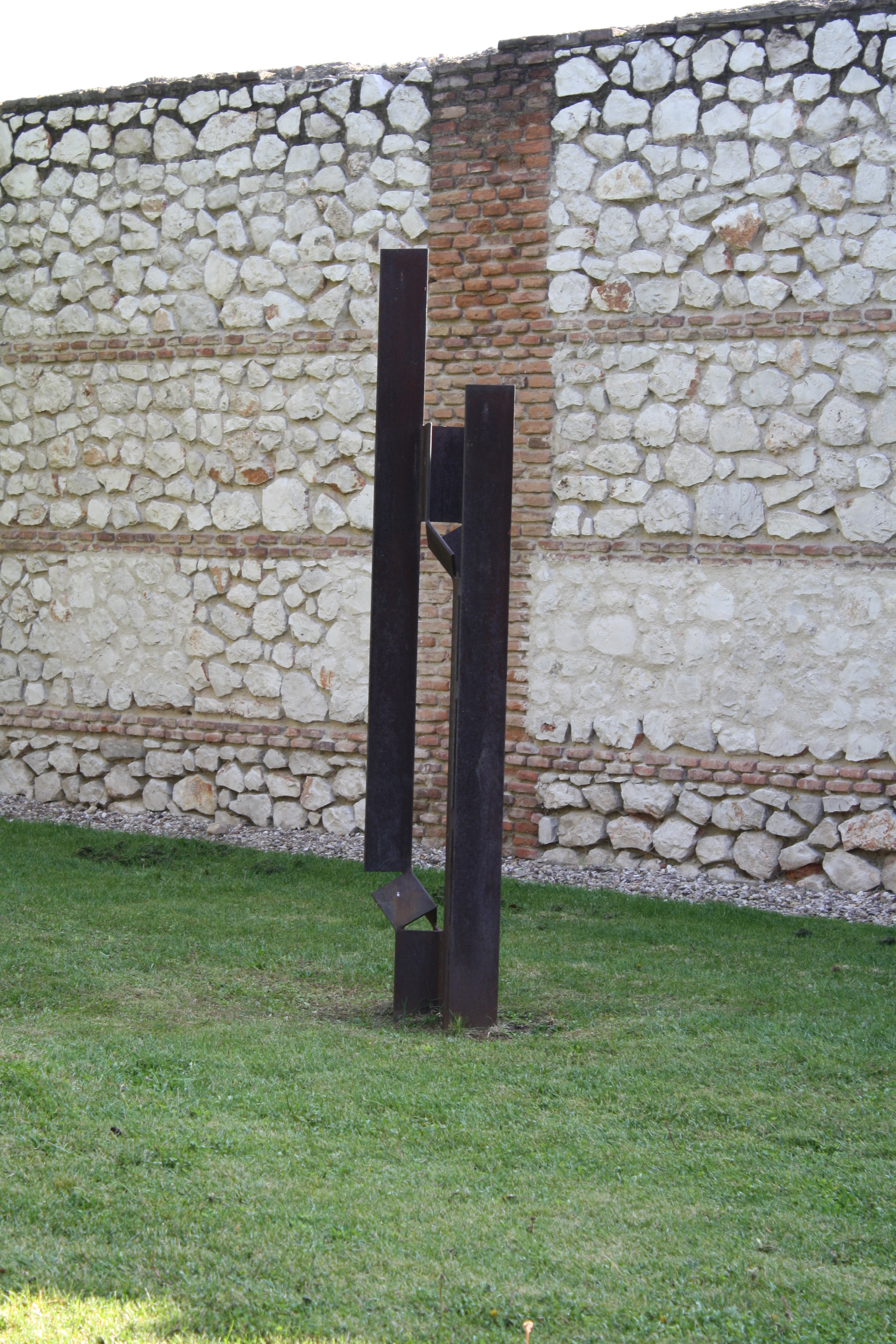
Camín
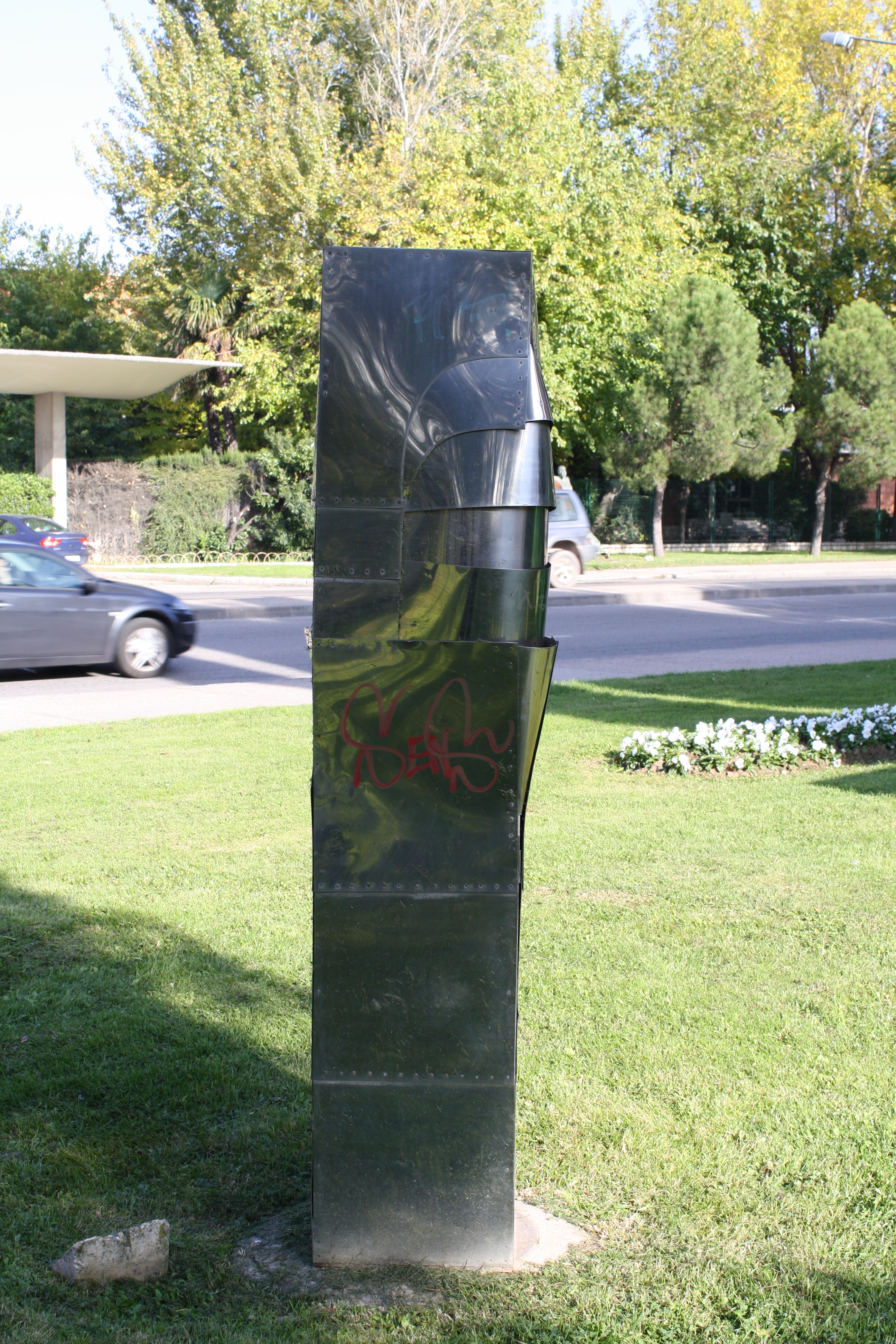
Amadeo Gabino
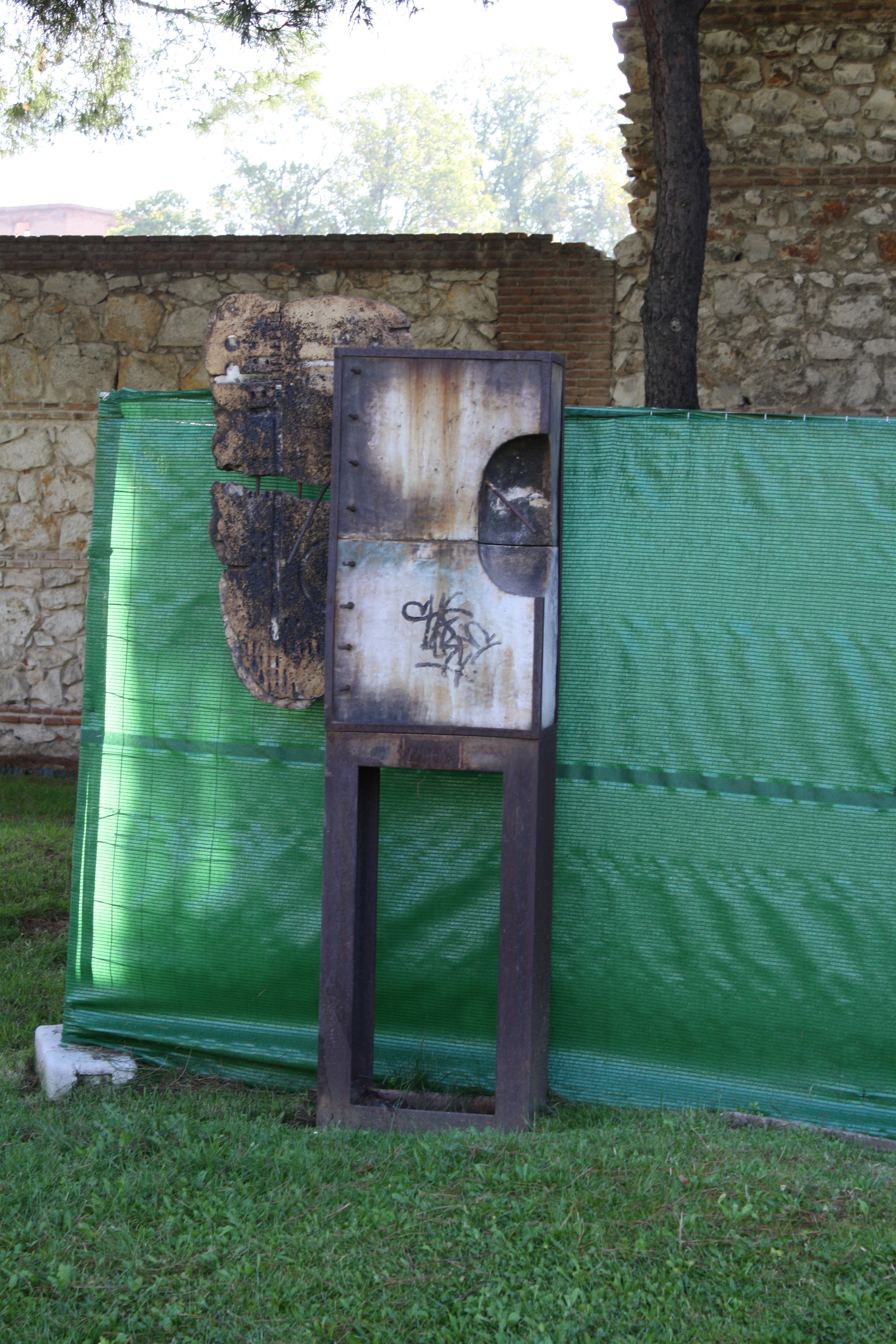
Joan Llacer
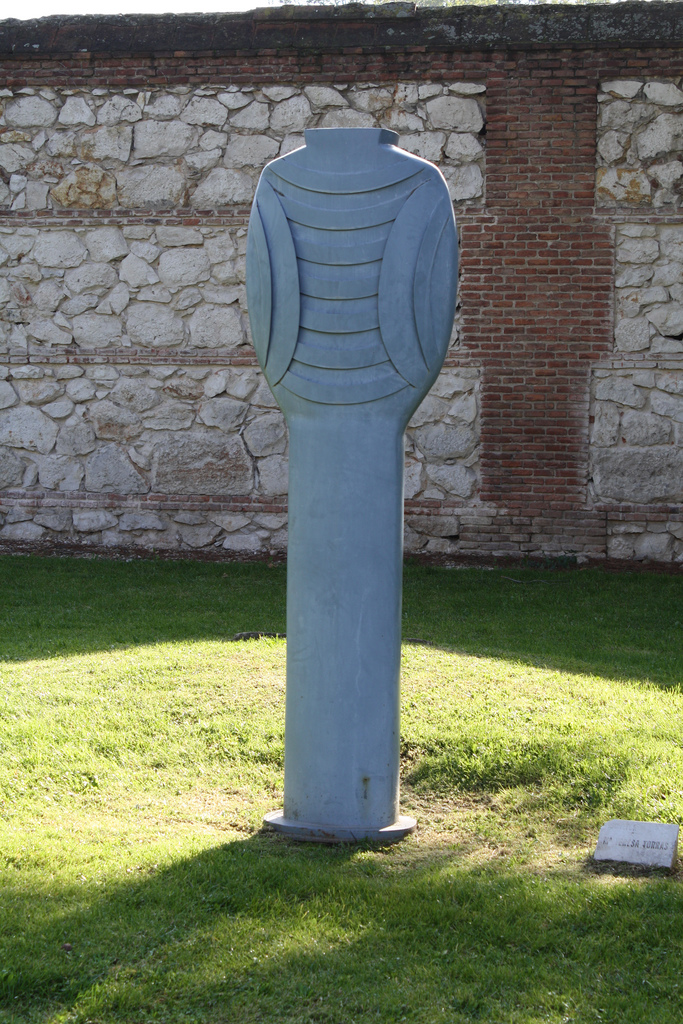
María Teresa Torras
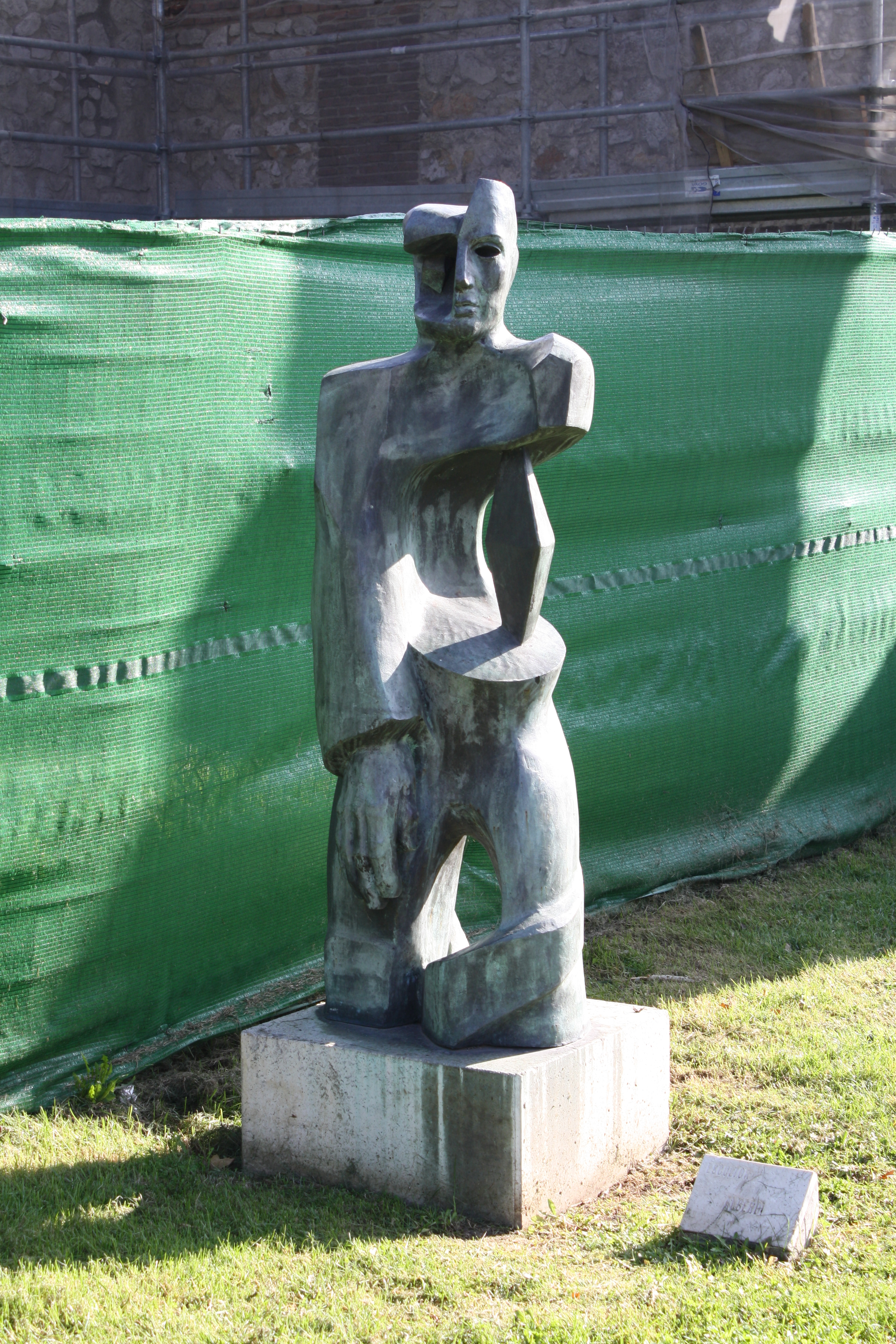
José Manuel Alberdi
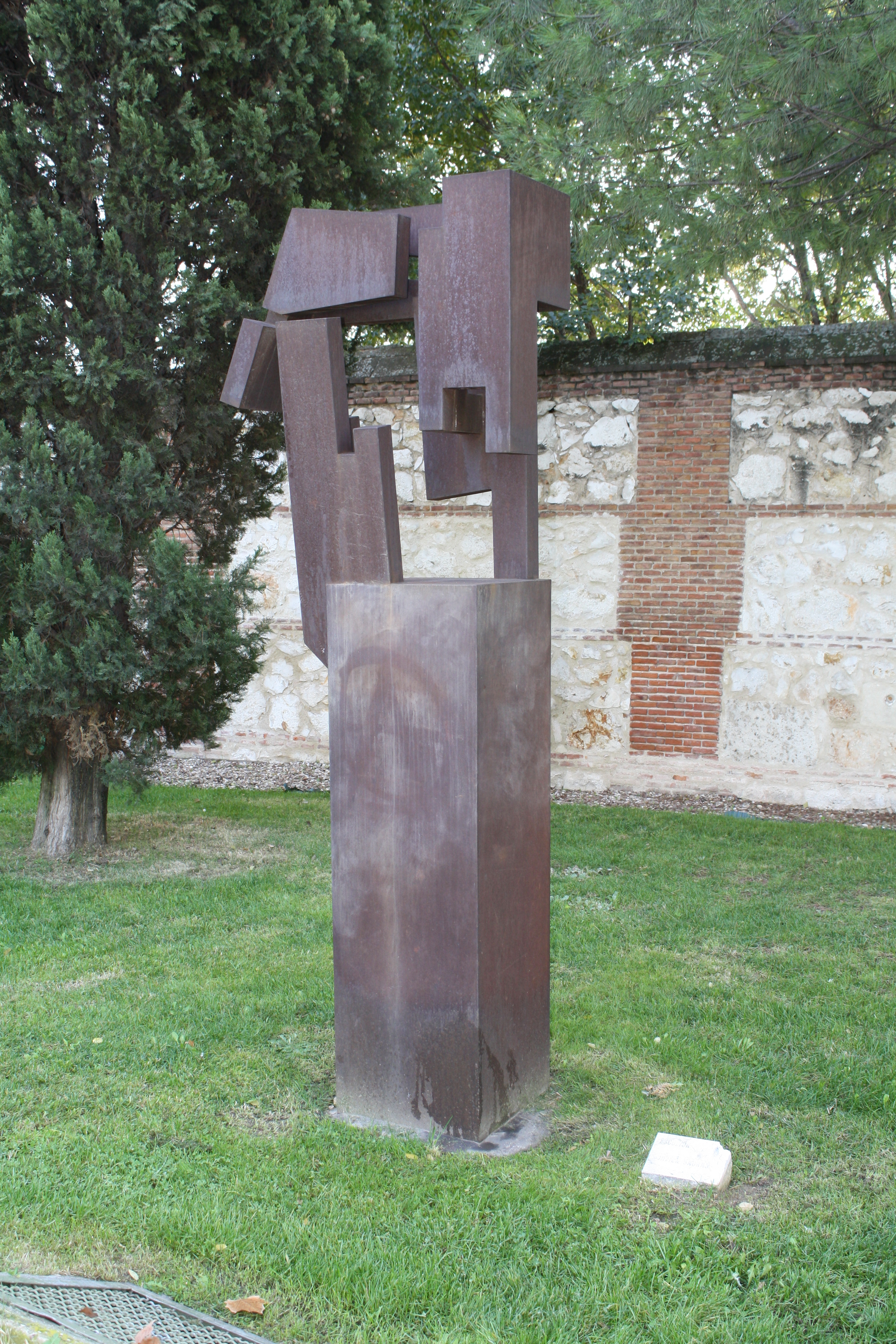
Javier Sauras. El Poder de la Cifra (1993)
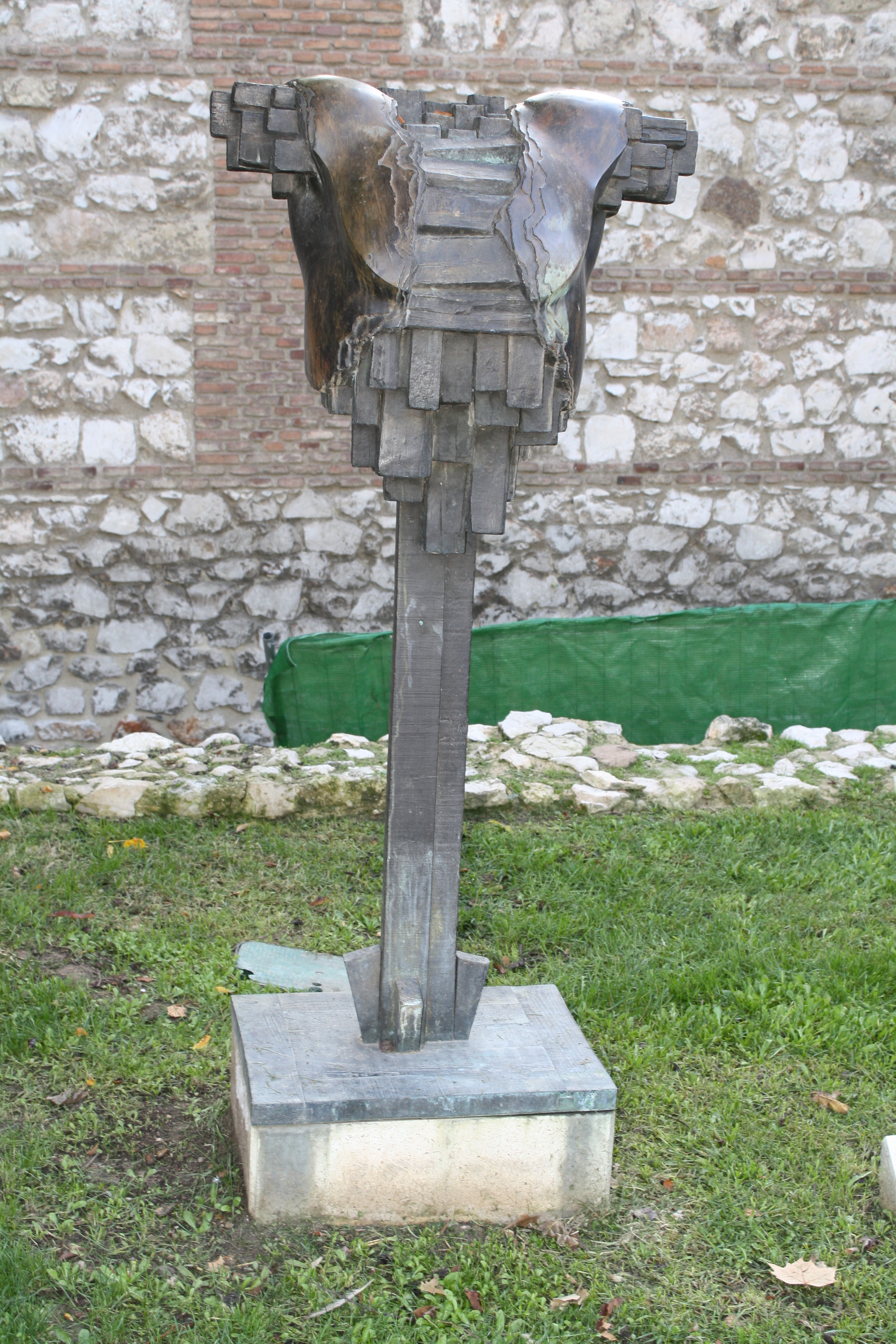
Carlos García Muela
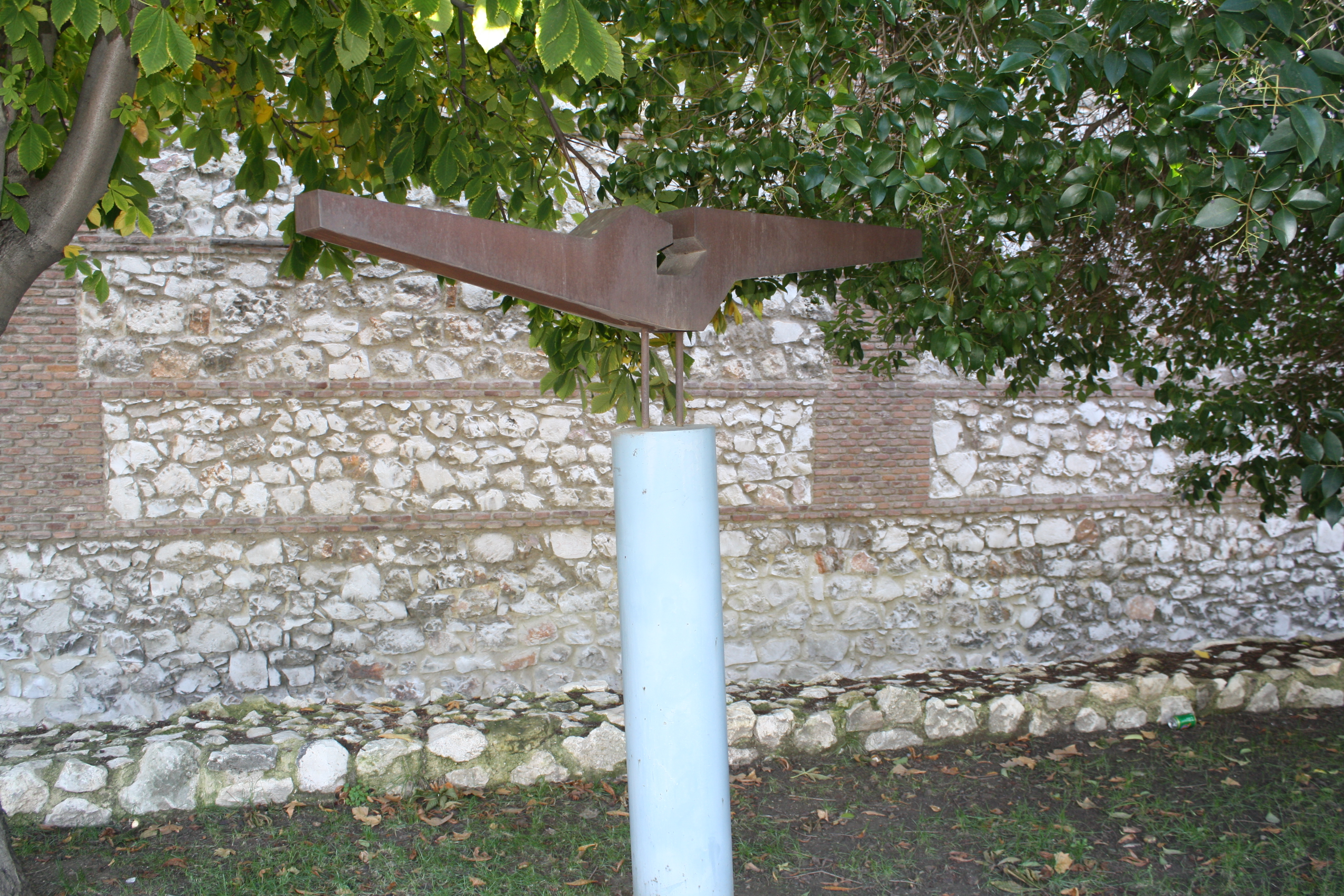
Ricardo Beleña
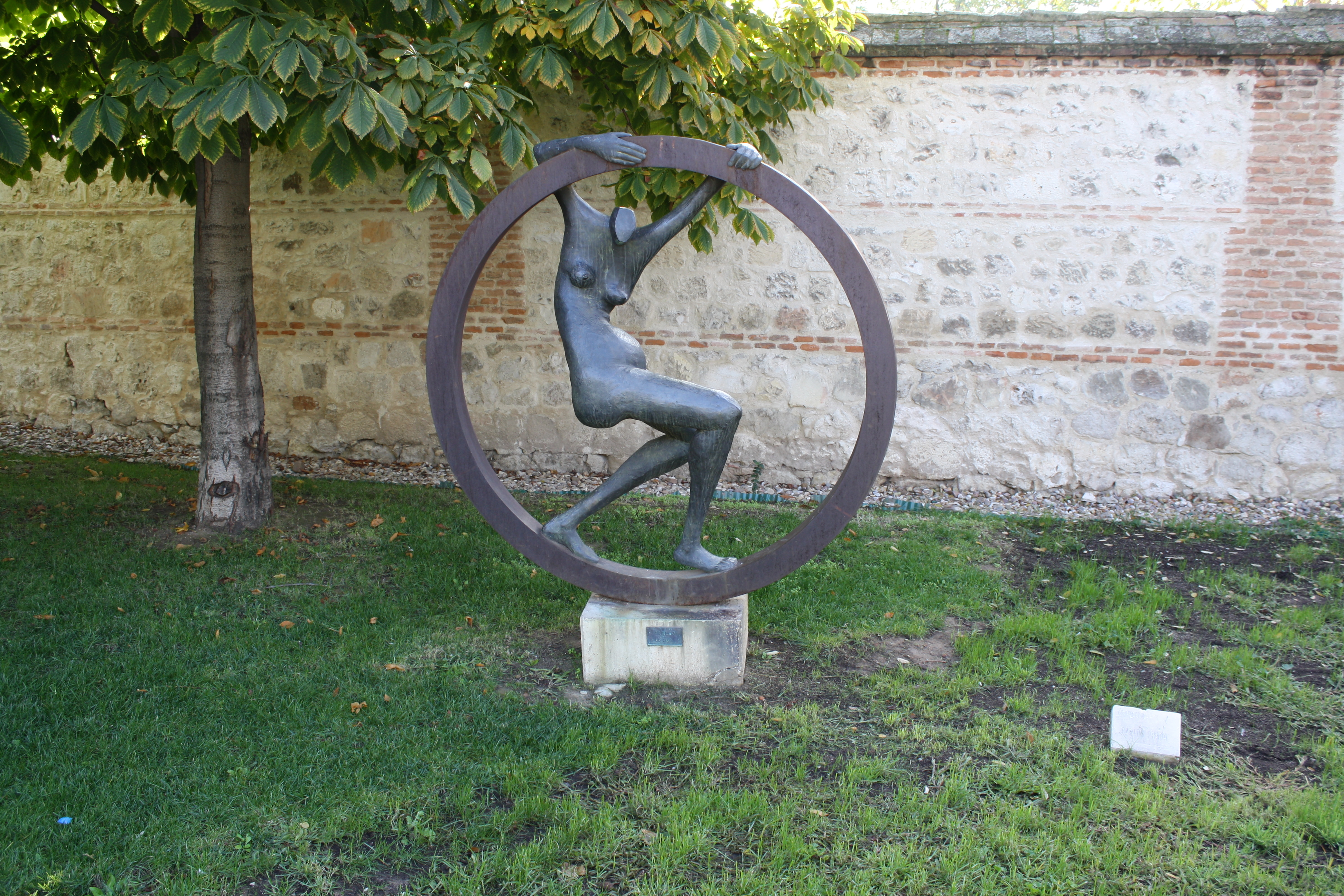
Carlos Prada
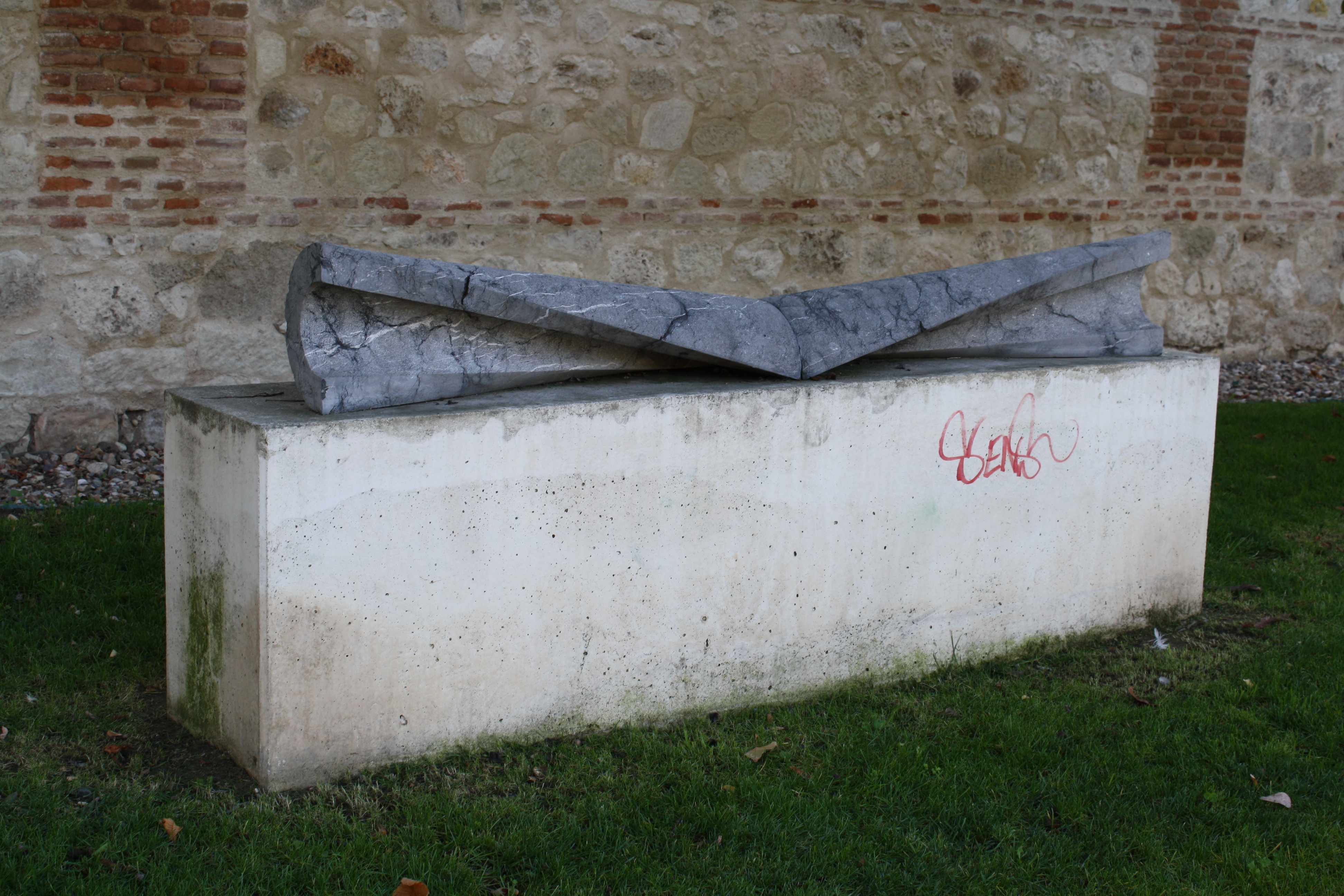
Xabier Laka
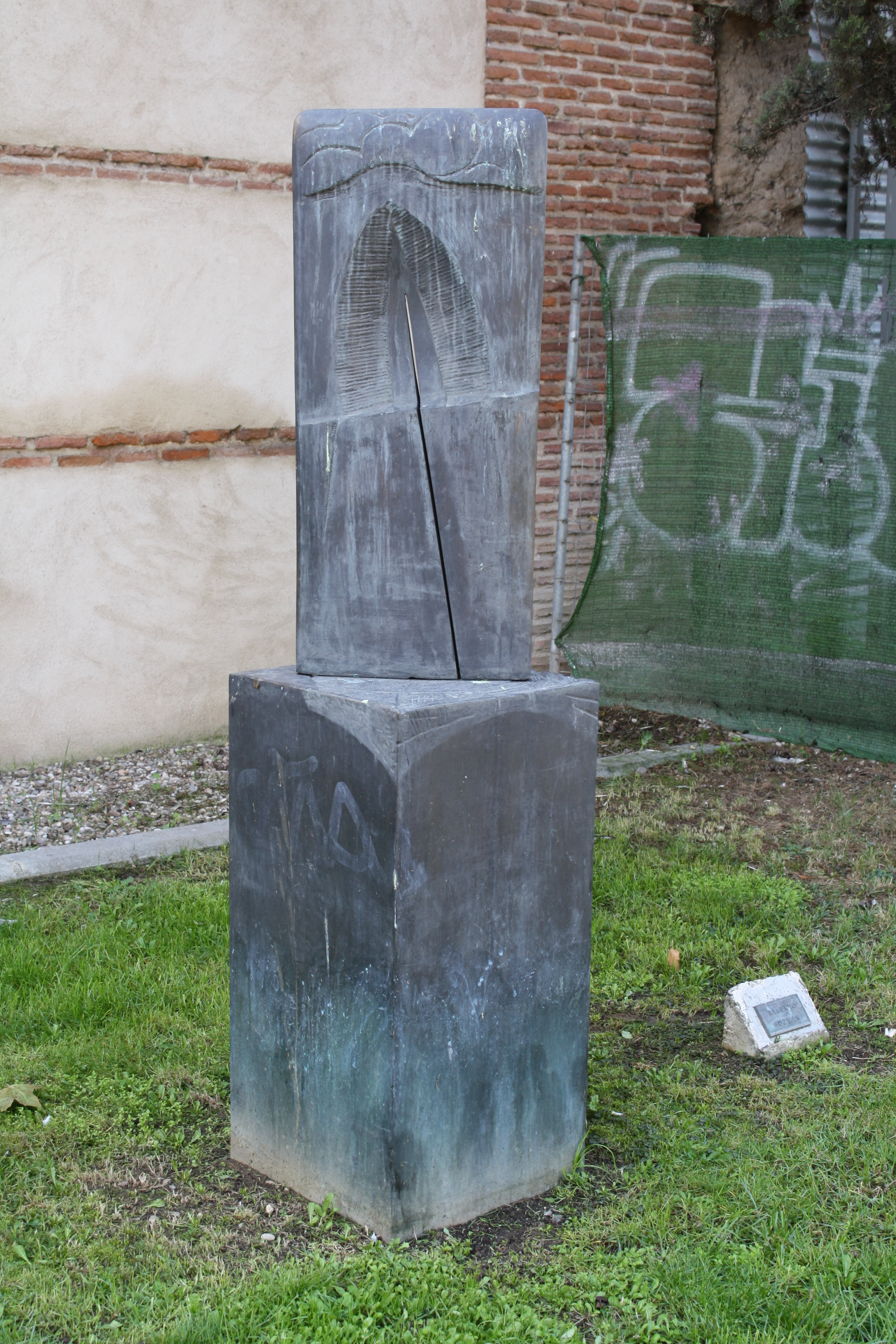
Alberto Guzmán
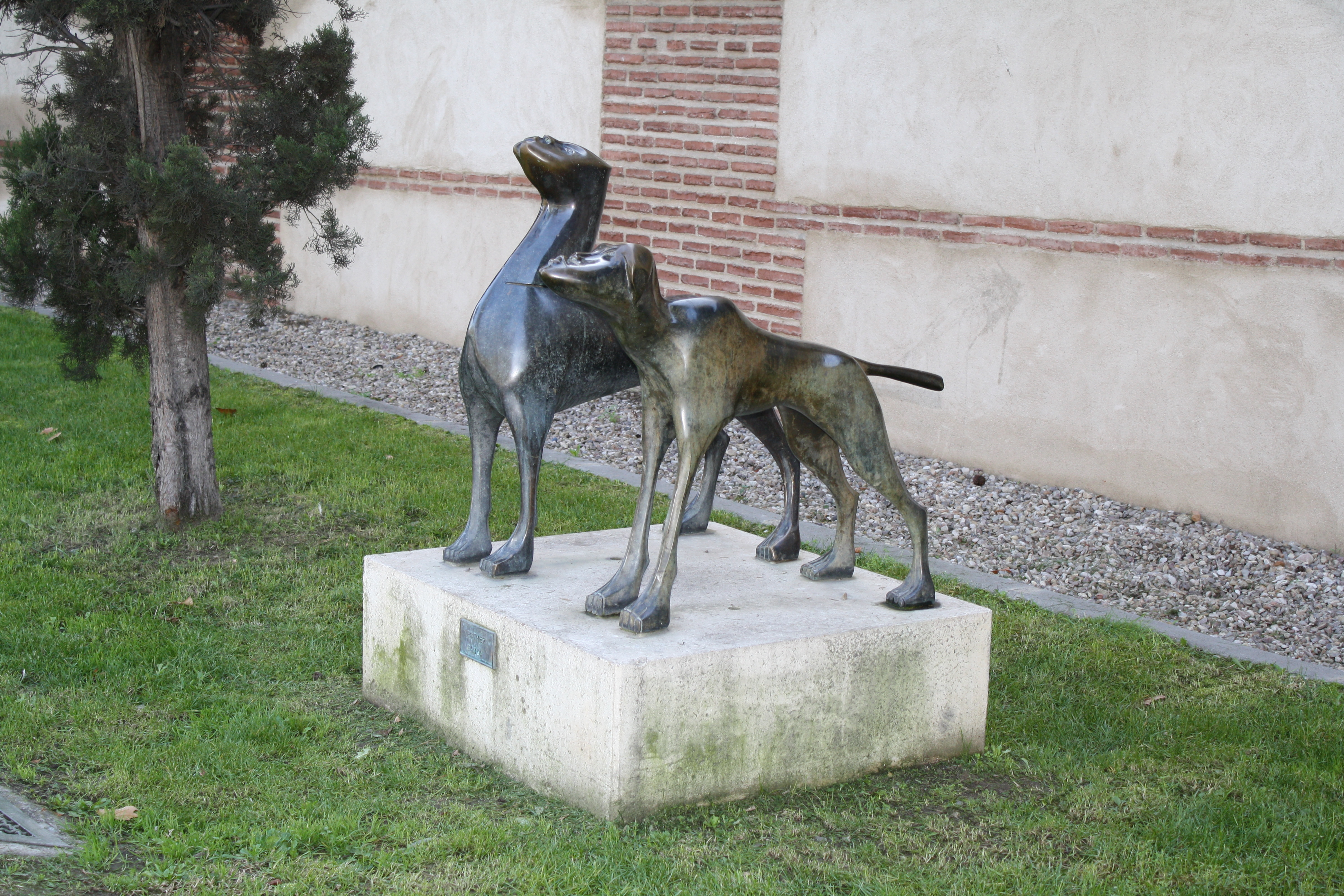
Gaudi Esté
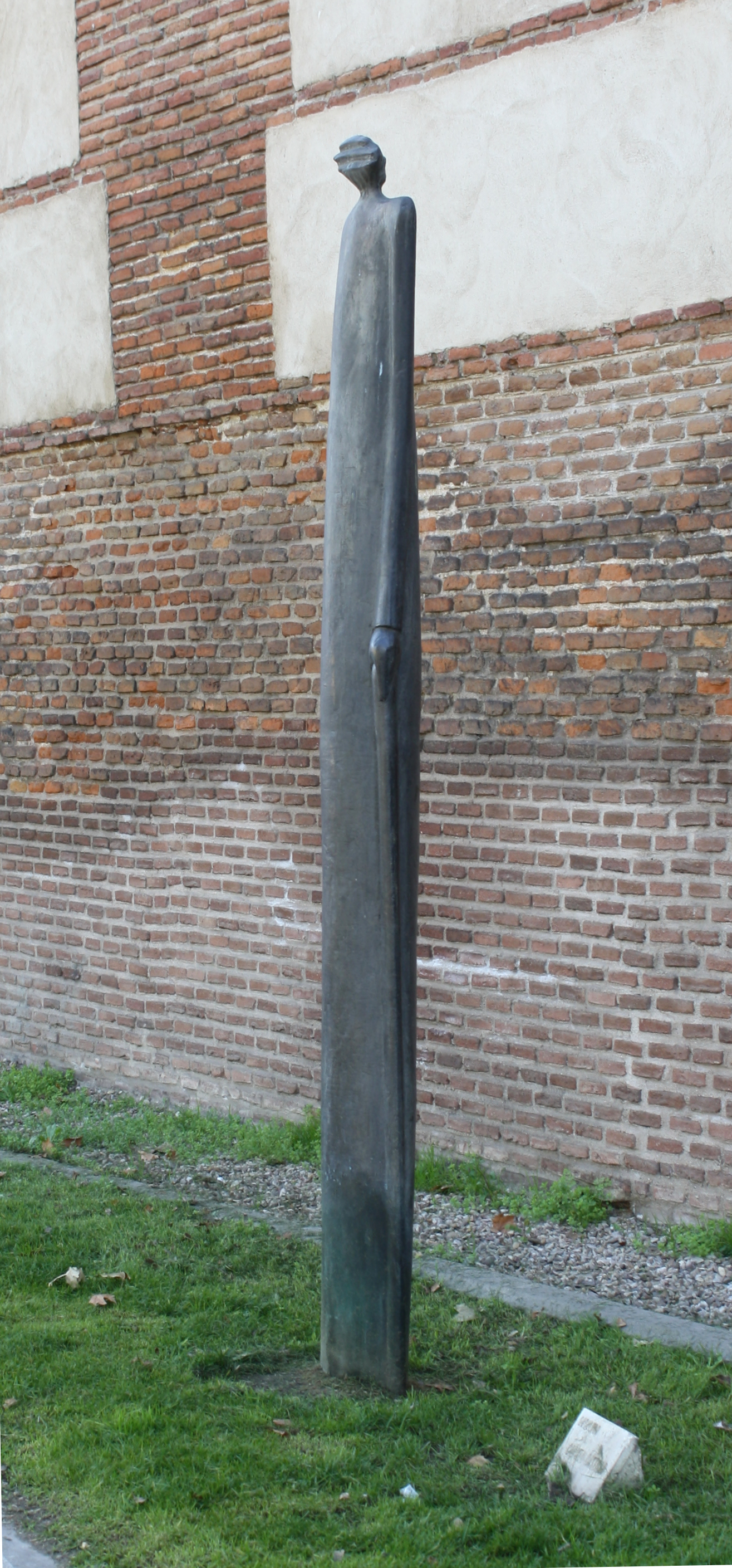
Carmen Castillo
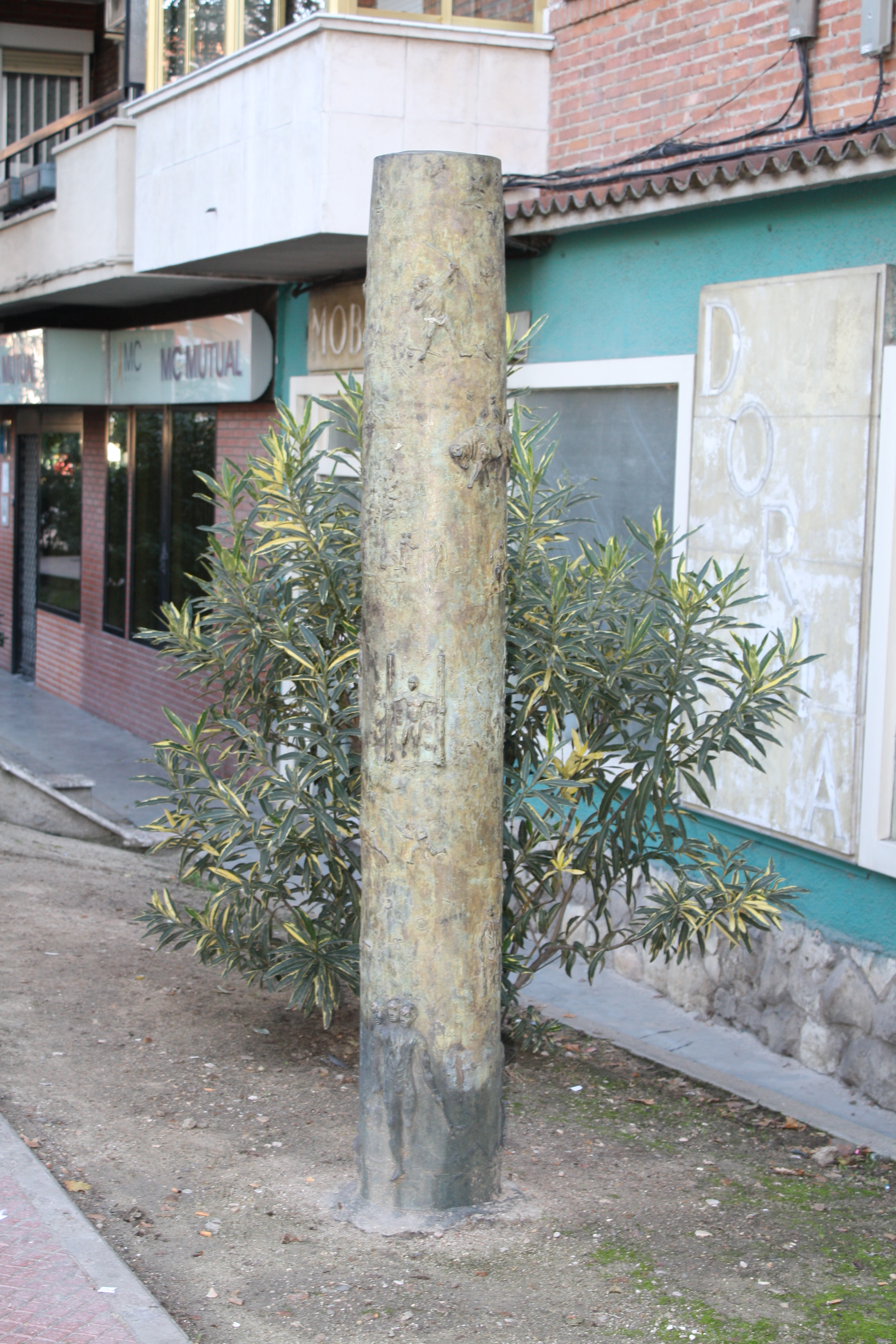
Cristóbal
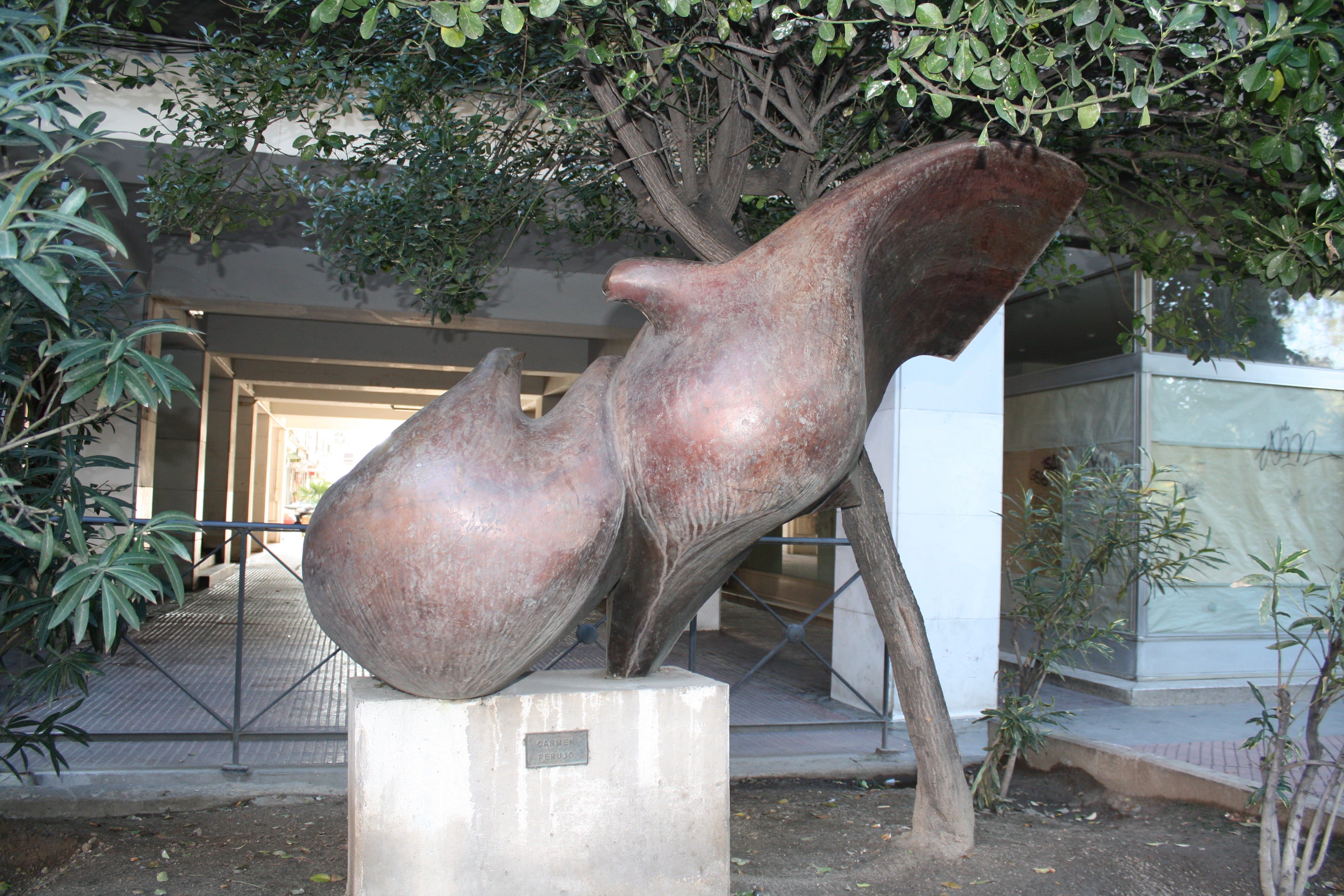
Carmen Perujo
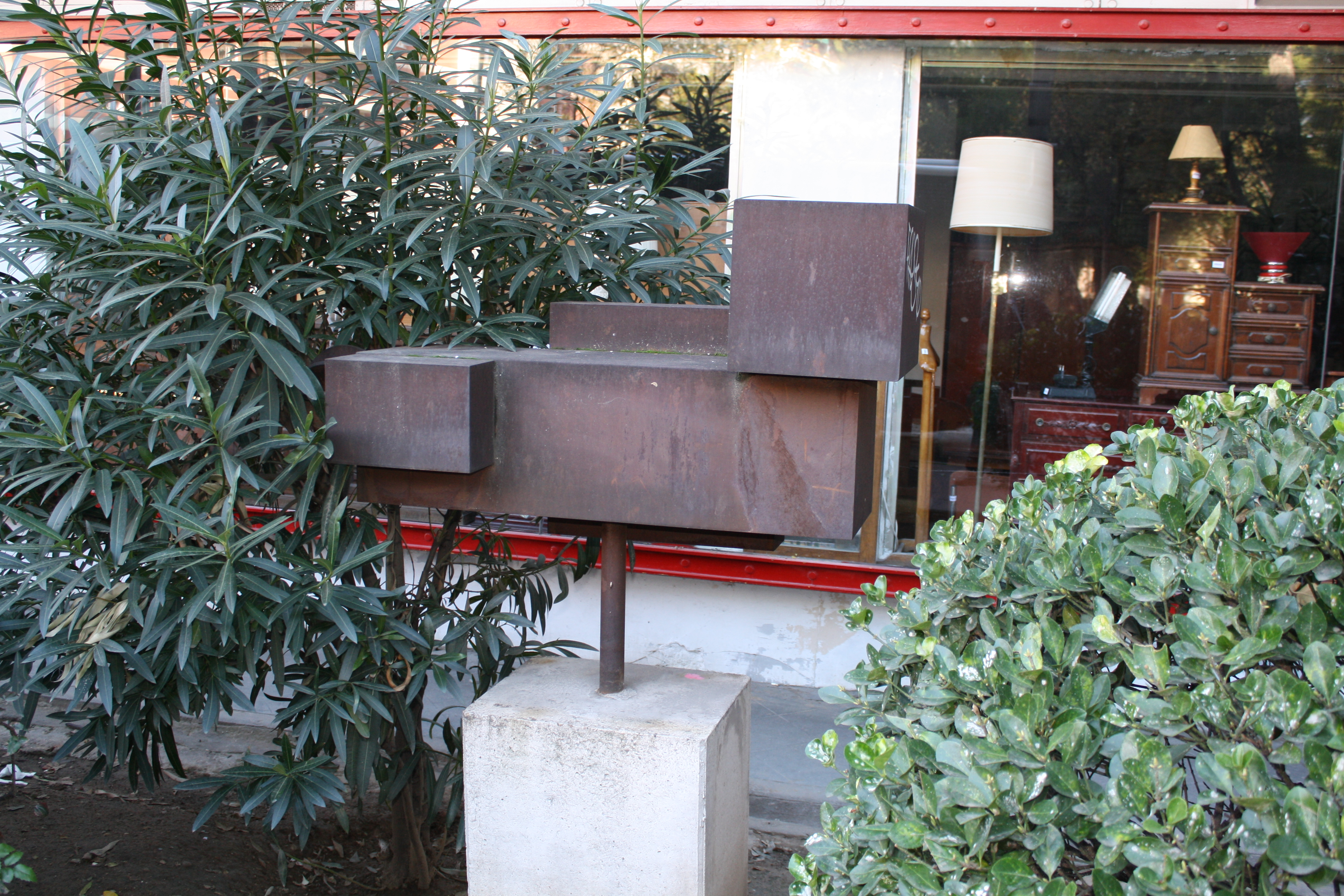
Nassio Bayarri
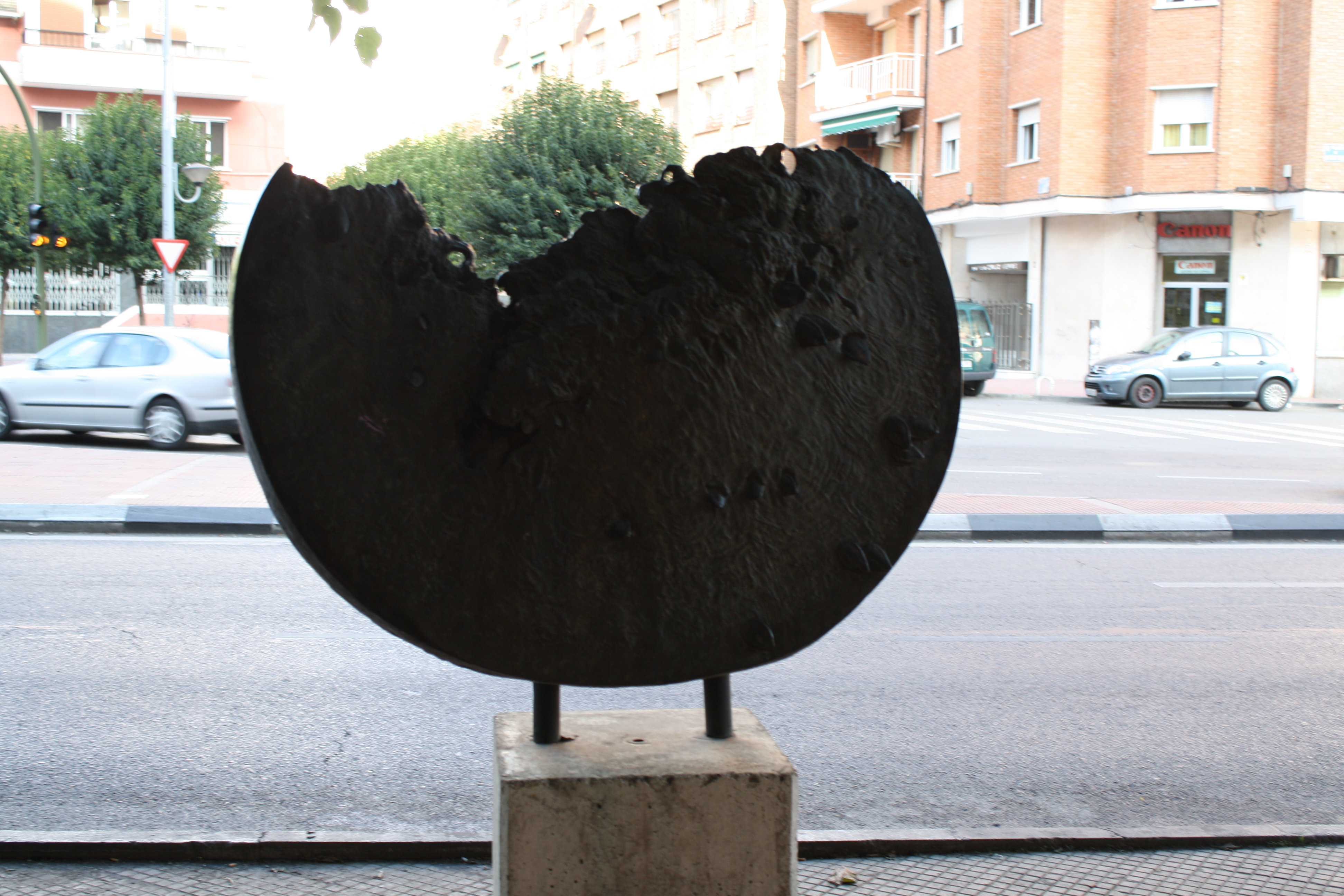
Rafael Muyor
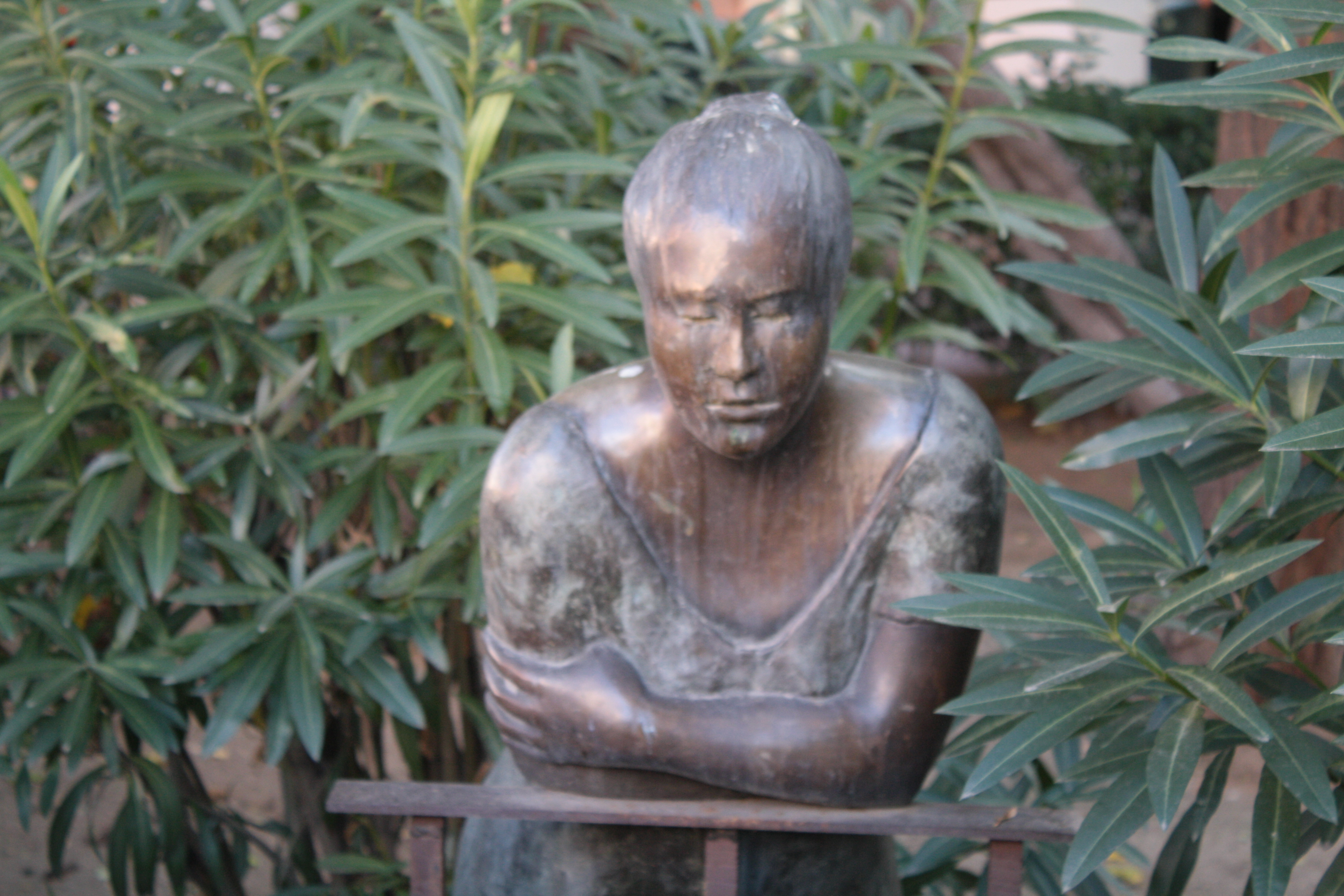
Beatiz Kohn
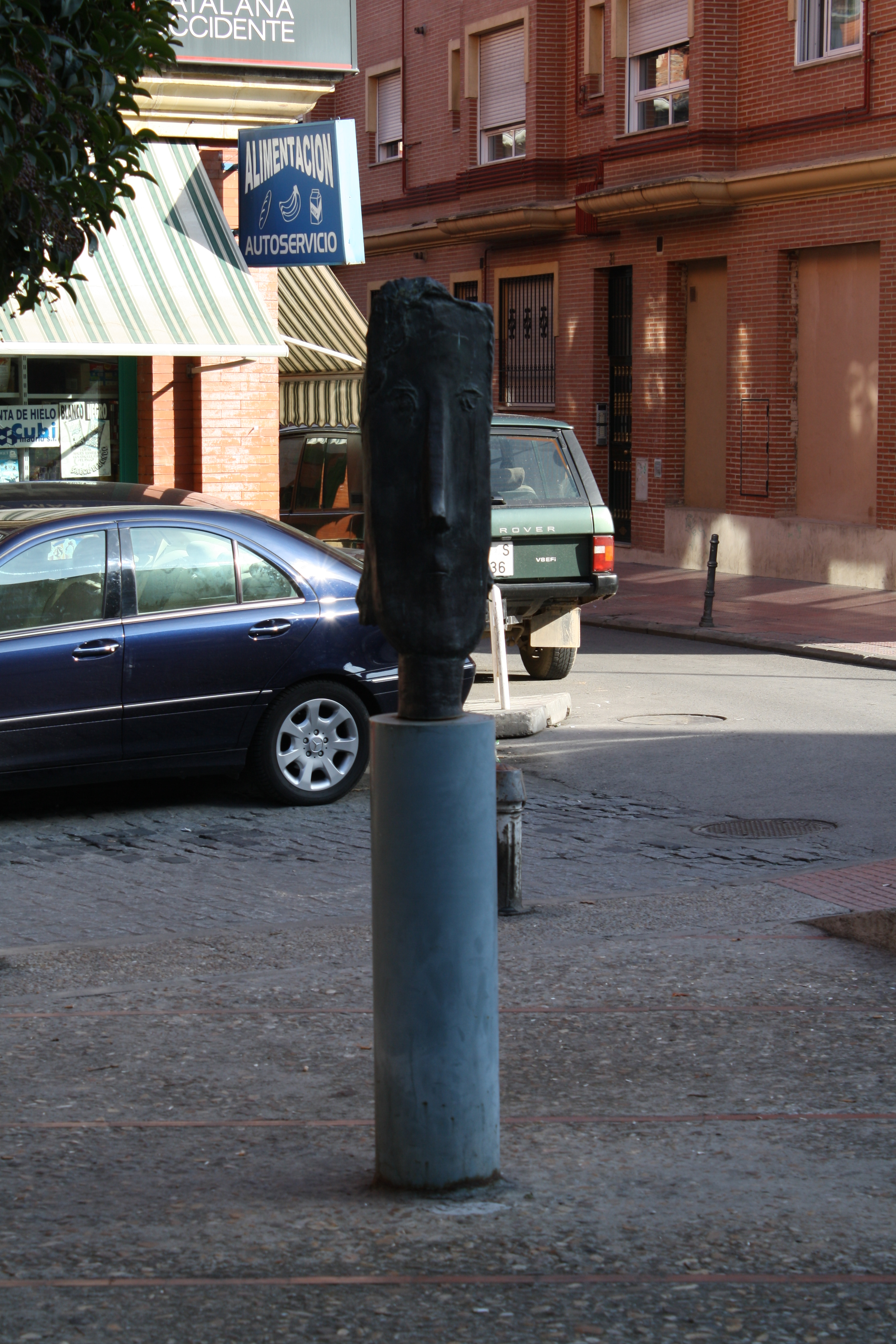
Encarnación Hernández
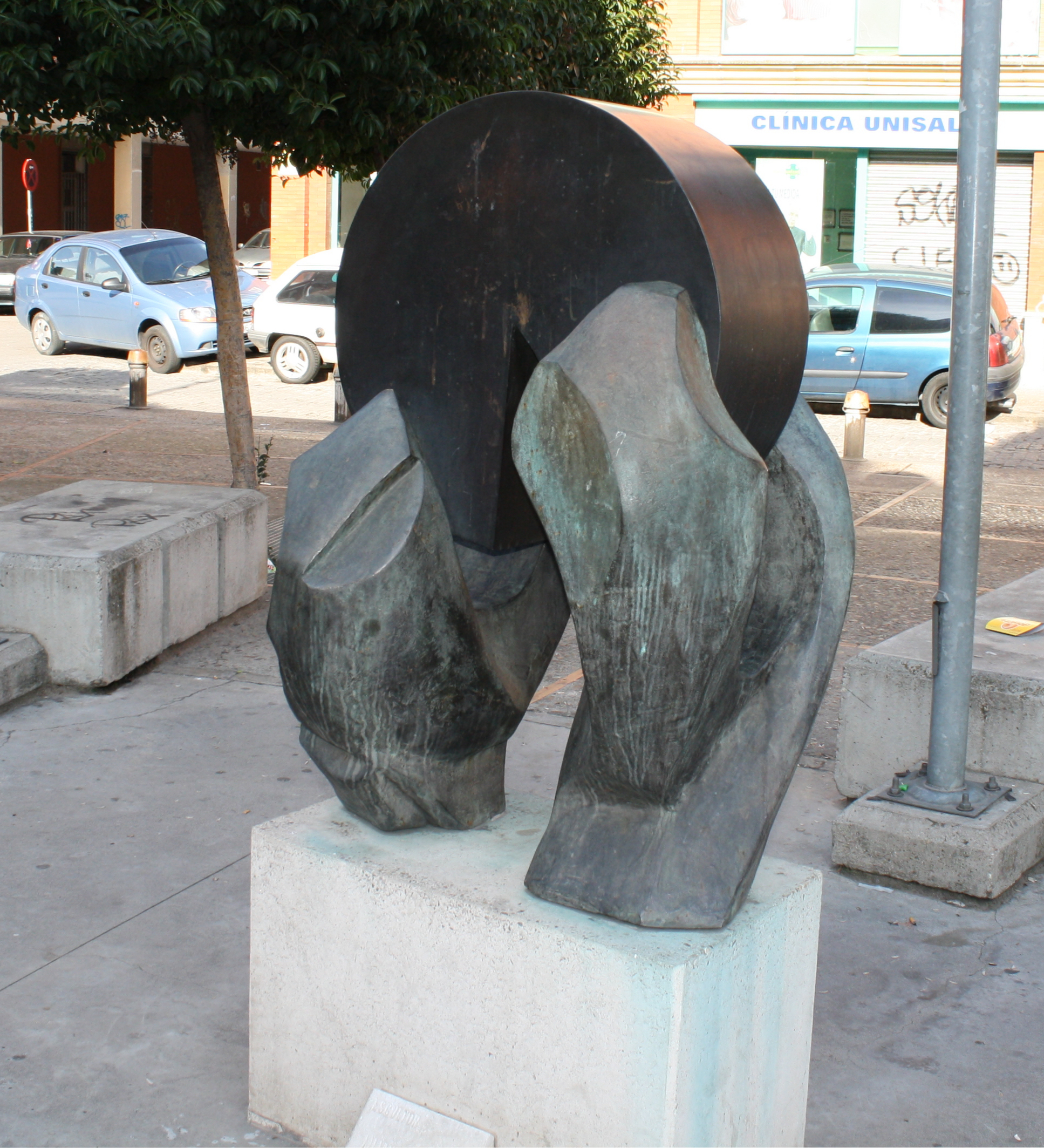
Lilianne Katsuki
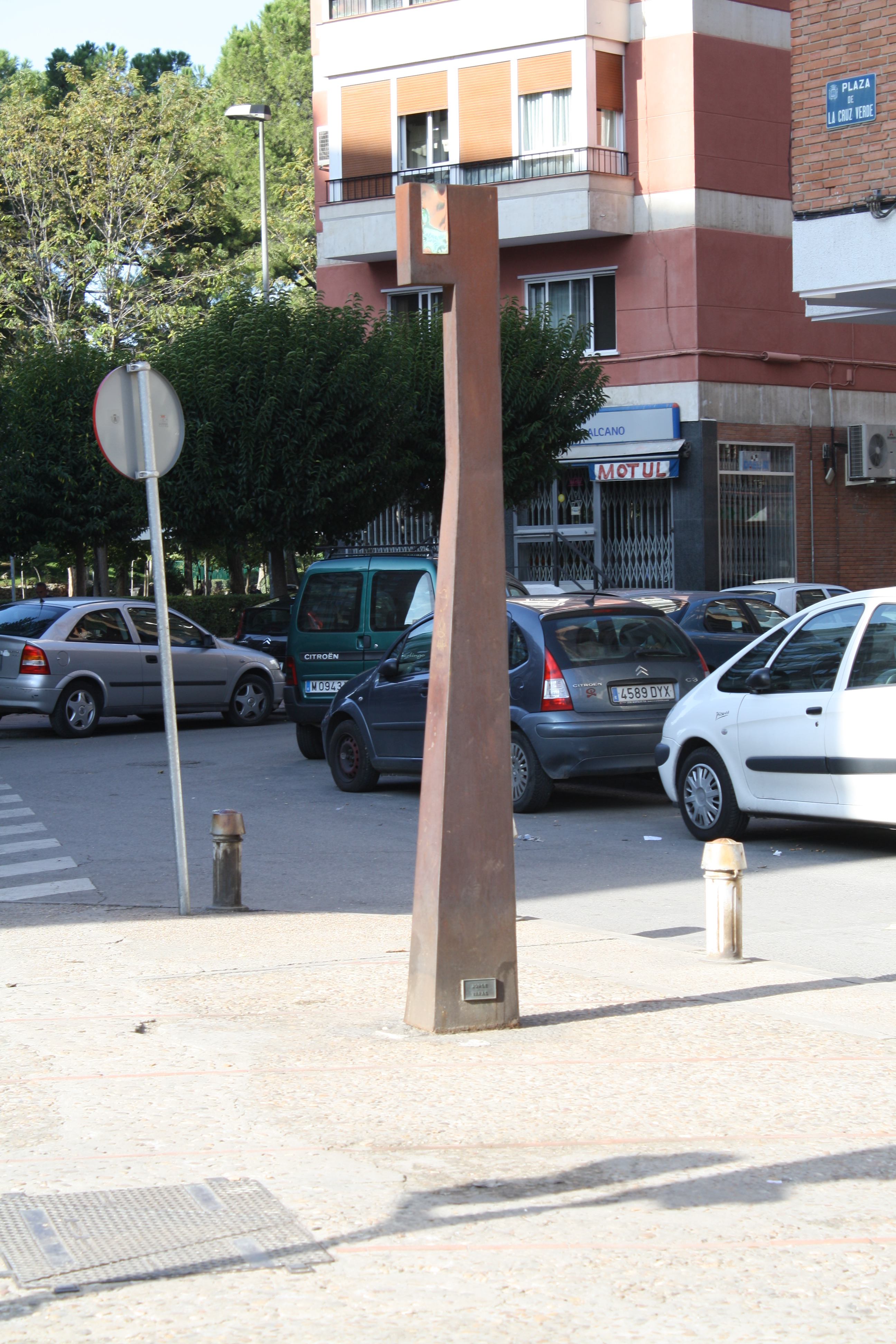
Jorge Varas
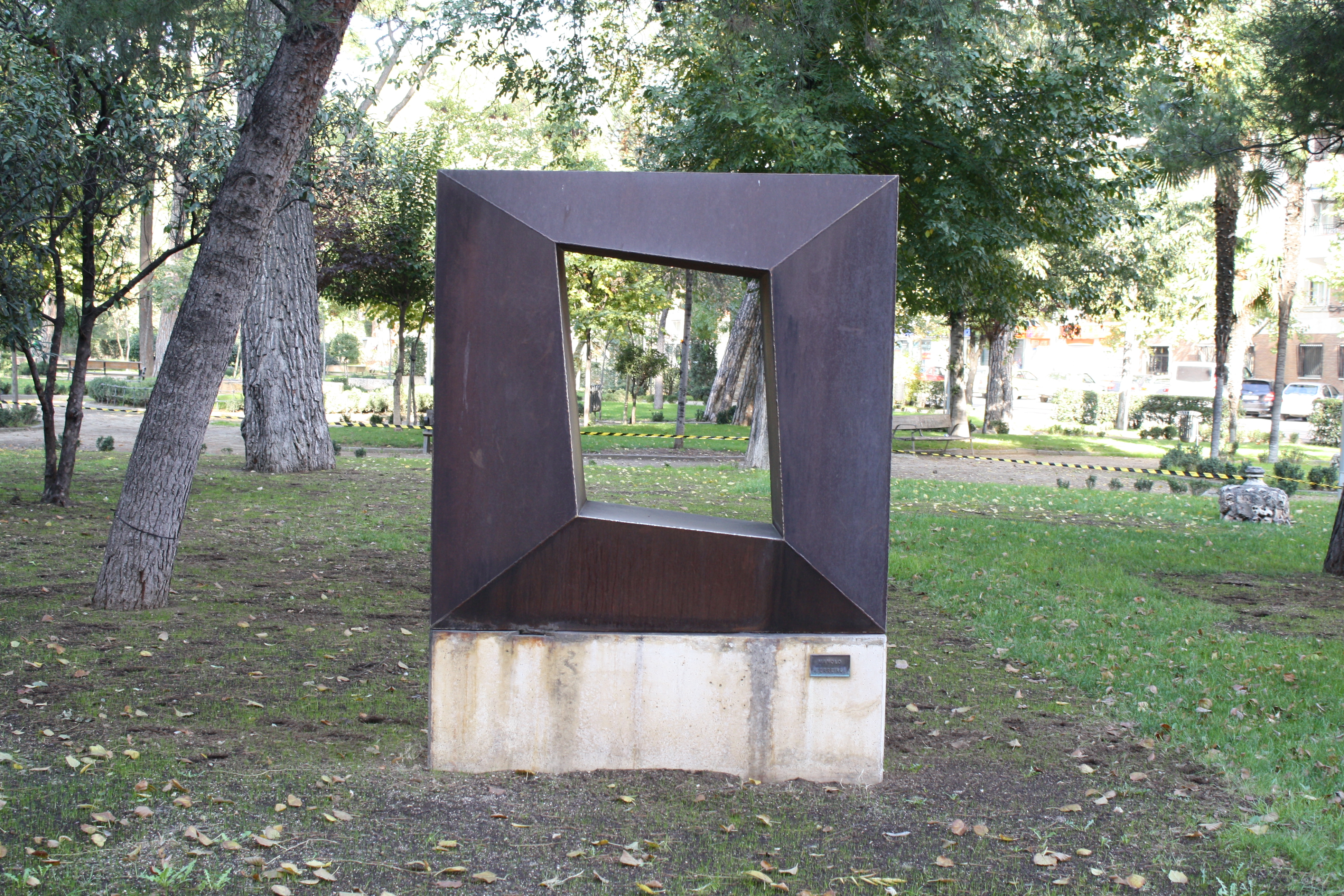
Ferreiro Badía
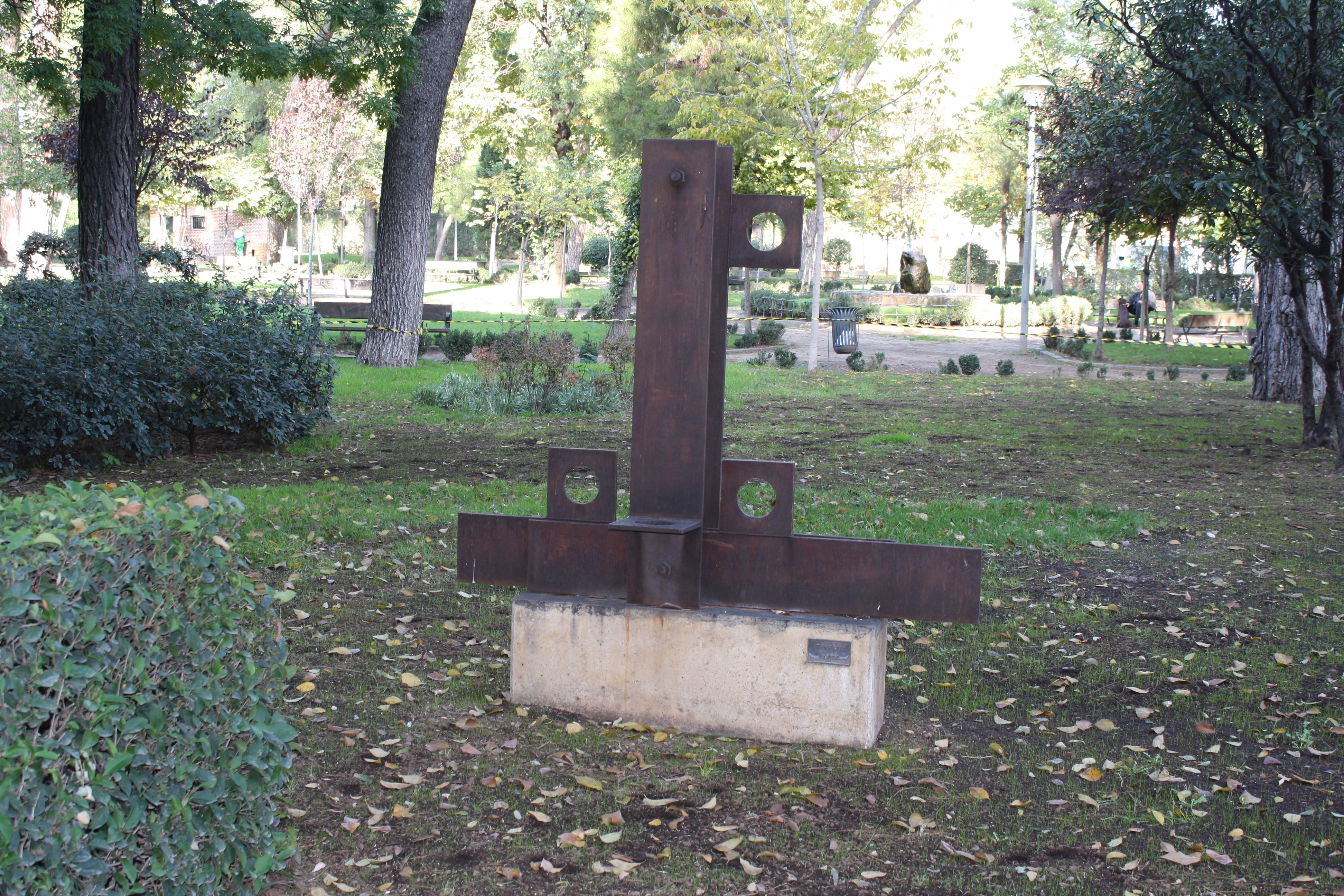
Ernesto Knörr
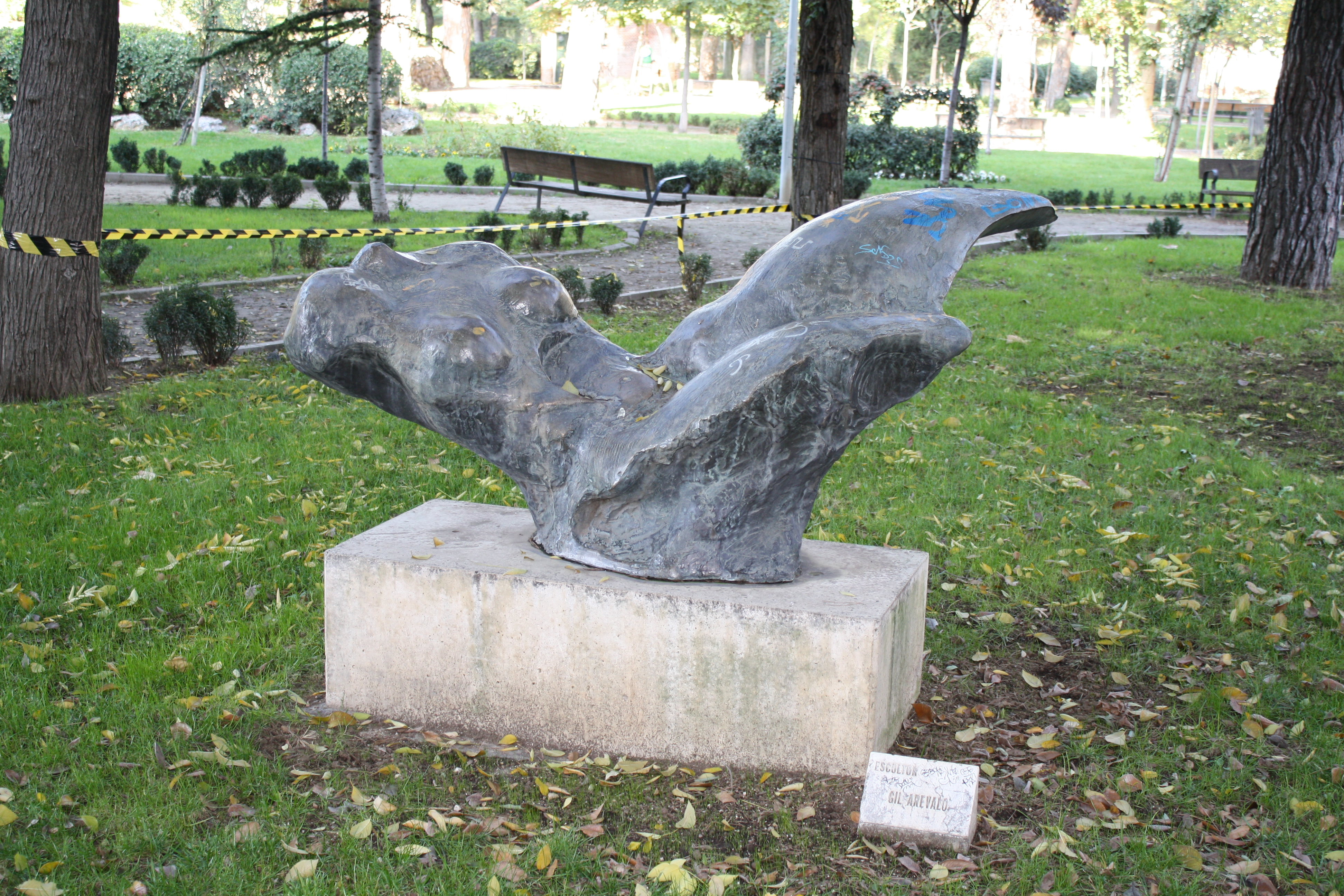
Gil Arévalo
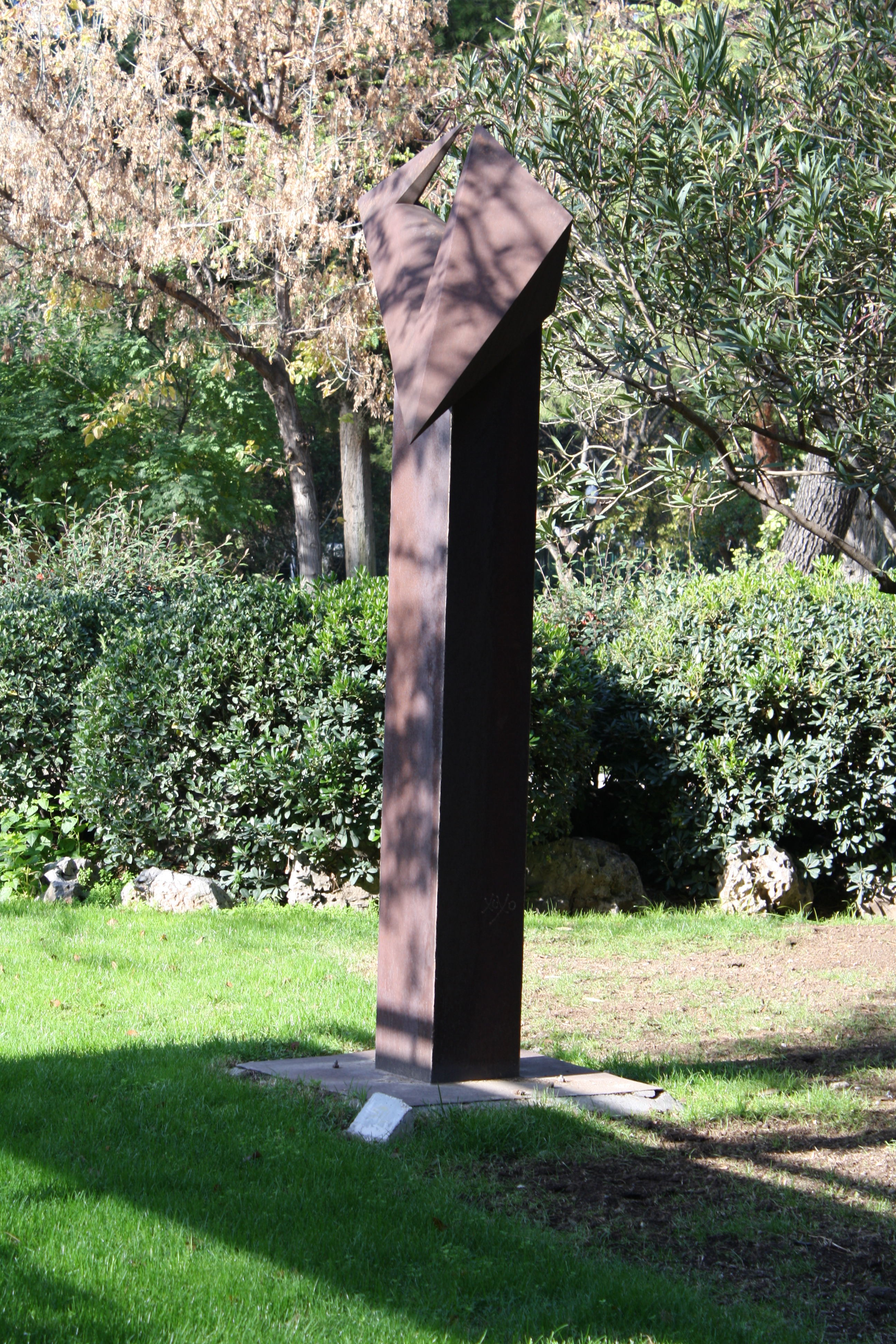
Xuxo Vázquez
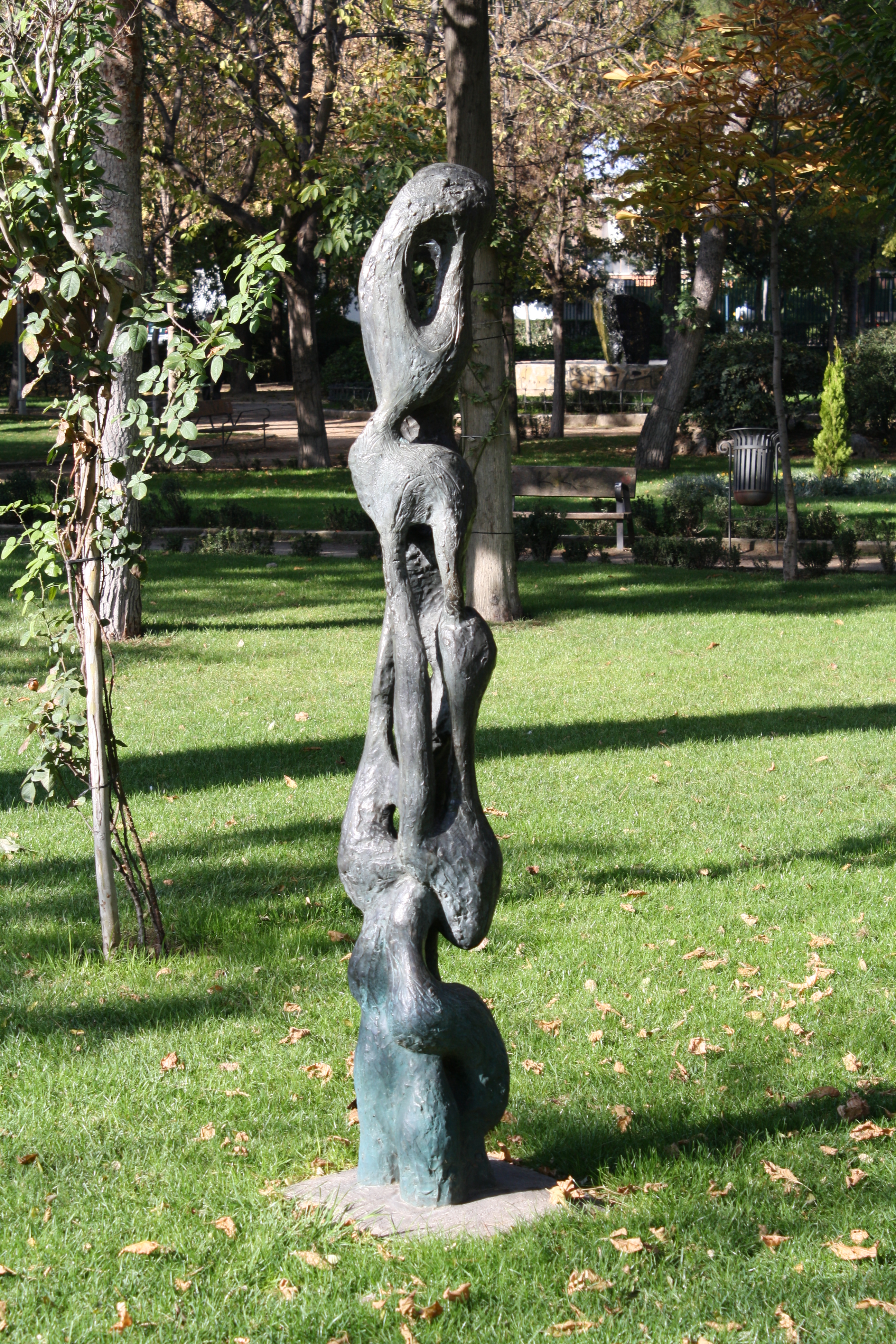
Berrutti
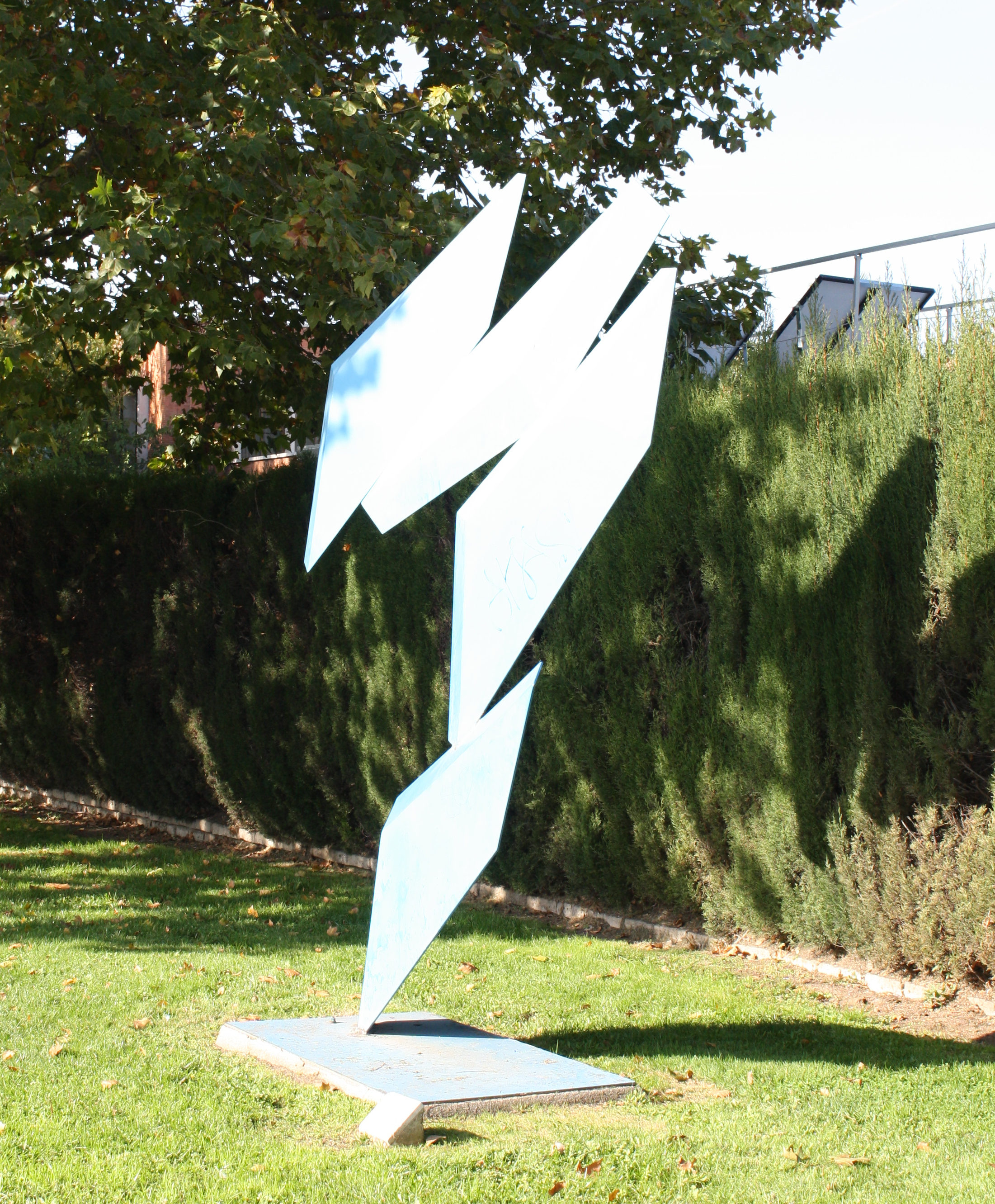
Rafael Barrios
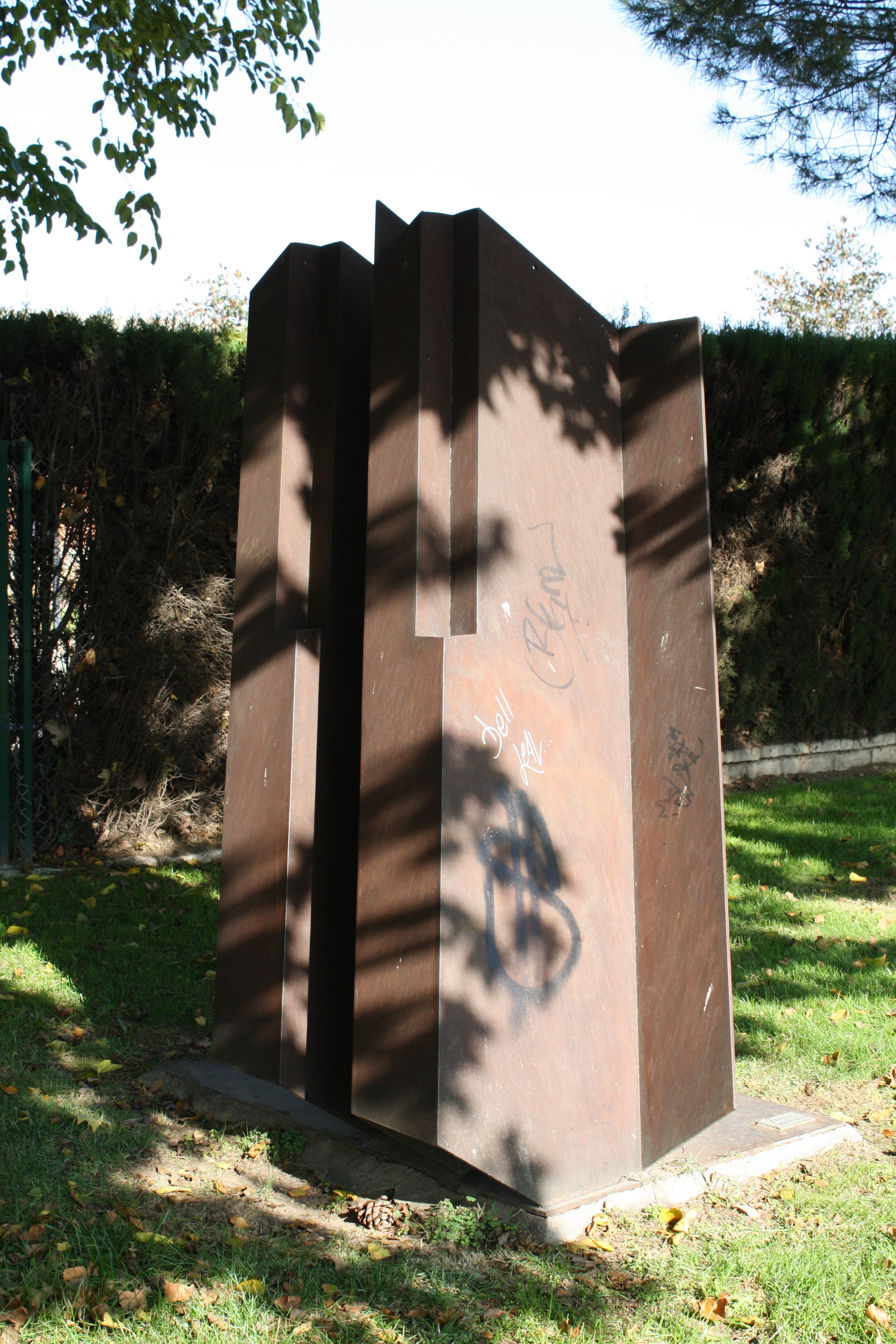
Carlos Evangelista
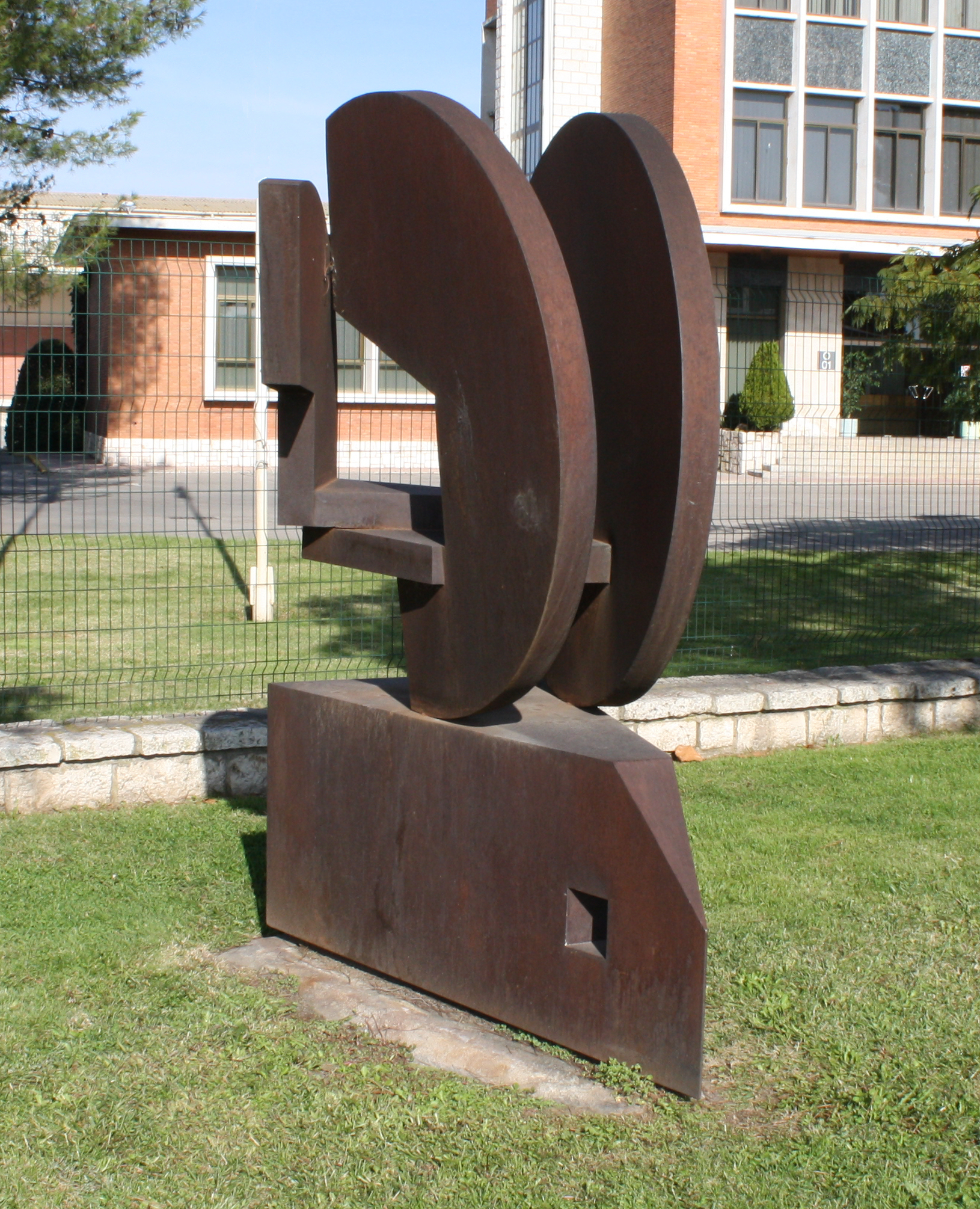
Faustino Aizkorbe
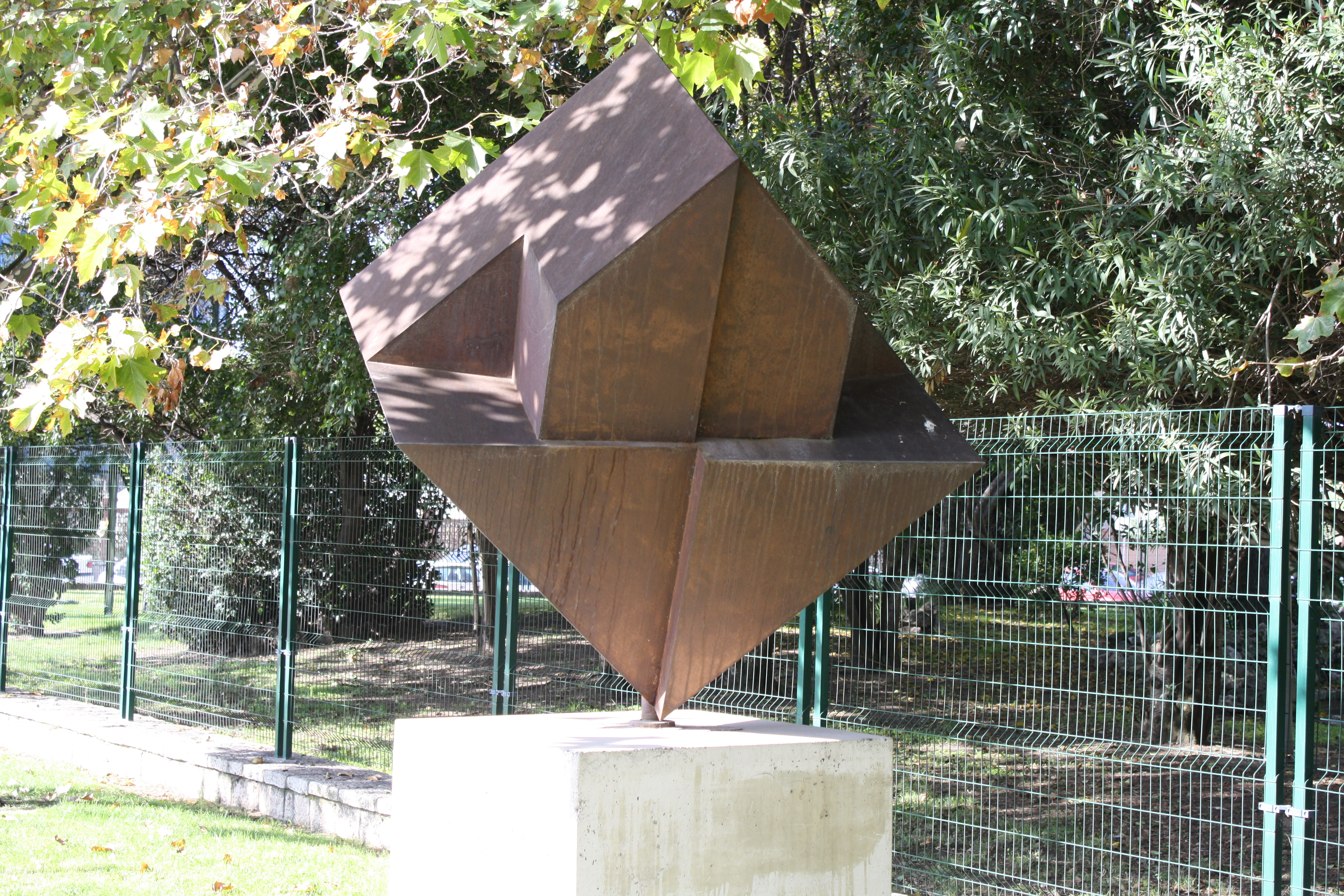
Luis Caruncho